# 2. März
Der 2. März ist der 61. Tag des gregorianischen Kalenders (der 62. in Schaltjahren), somit bleiben 304 Tage bis zum Jahresende.

## Ereignisse

### Politik und Weltgeschehen
- 0986: Nach dem Tod Lothars I. besteigt Ludwig V. als letzter Karolinger den Thron des Westfränkischen Reichs.

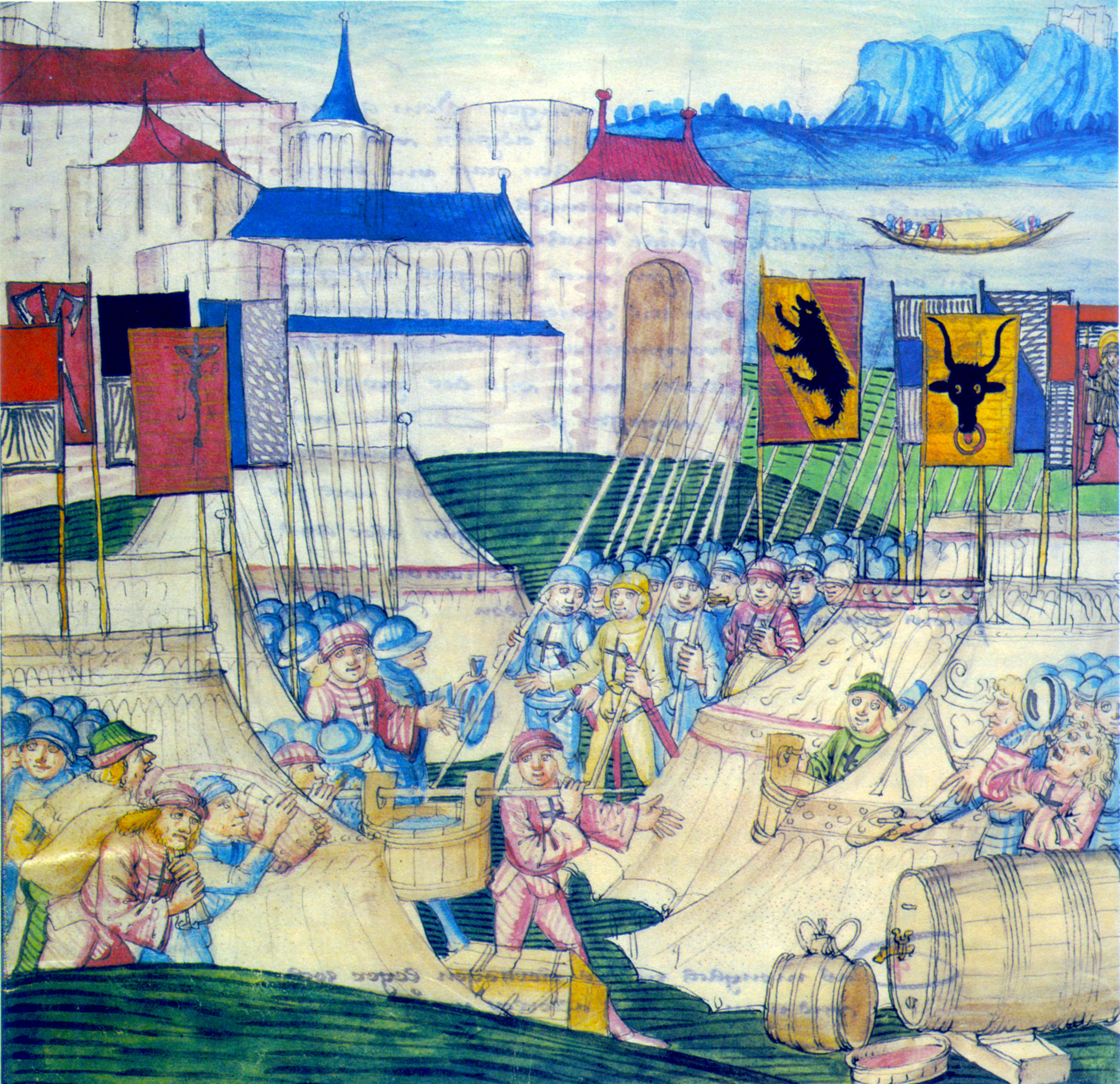
1476: Plünderungen nach der Schlacht

- 1444 Die Liga von Lezha, ein Verteidigungsbündnis mehrerer albanischer und zetischer Fürsten gegen das Osmanische Reich, wird gegründet.
- 1476: Die Eidgenossen besiegen in der Schlacht bei Grandson, einer der drei großen Schlachten der Burgunderkriege, den burgundischen Herzog Karl den Kühnen.
- 1689: Die aus Heidelberg abziehenden Franzosen unter dem Befehl des Comte de Mélac stecken während des Pfälzischen Erbfolgekriegs Teile der Stadt und ihres Schlosses in Brand. Die Verwüstung geht auf einen Befehl des Kriegsministers Marquis de Louvois zurück.
- 1796: Napoleon Bonaparte wird im Ersten Koalitionskrieg vom französischen Direktorium mit dem Oberbefehl über die Italienarmee betraut. Die Berufung erreicht ihn bei Vorbereitungen zur Hochzeit mit Joséphine de Beauharnais. Am 11. März reist er zum anstehenden Italienfeldzug ab.
- 1798: In der Schweiz entsteht der Kanton Thurgau, bisher eine Gemeine Herrschaft der Alten Eidgenossenschaft.
- 1814: Ein preußisches Armeekorps unter Friedrich Wilhelm Bülow von Dennewitz und ein russisches Korps unter Ferdinand von Wintzingerode beginnen während der Befreiungskriege gegen Napoleon Bonaparte mit der Belagerung von Soissons, die bereits am nächsten Tag mit der Kapitulation der Stadt endet.

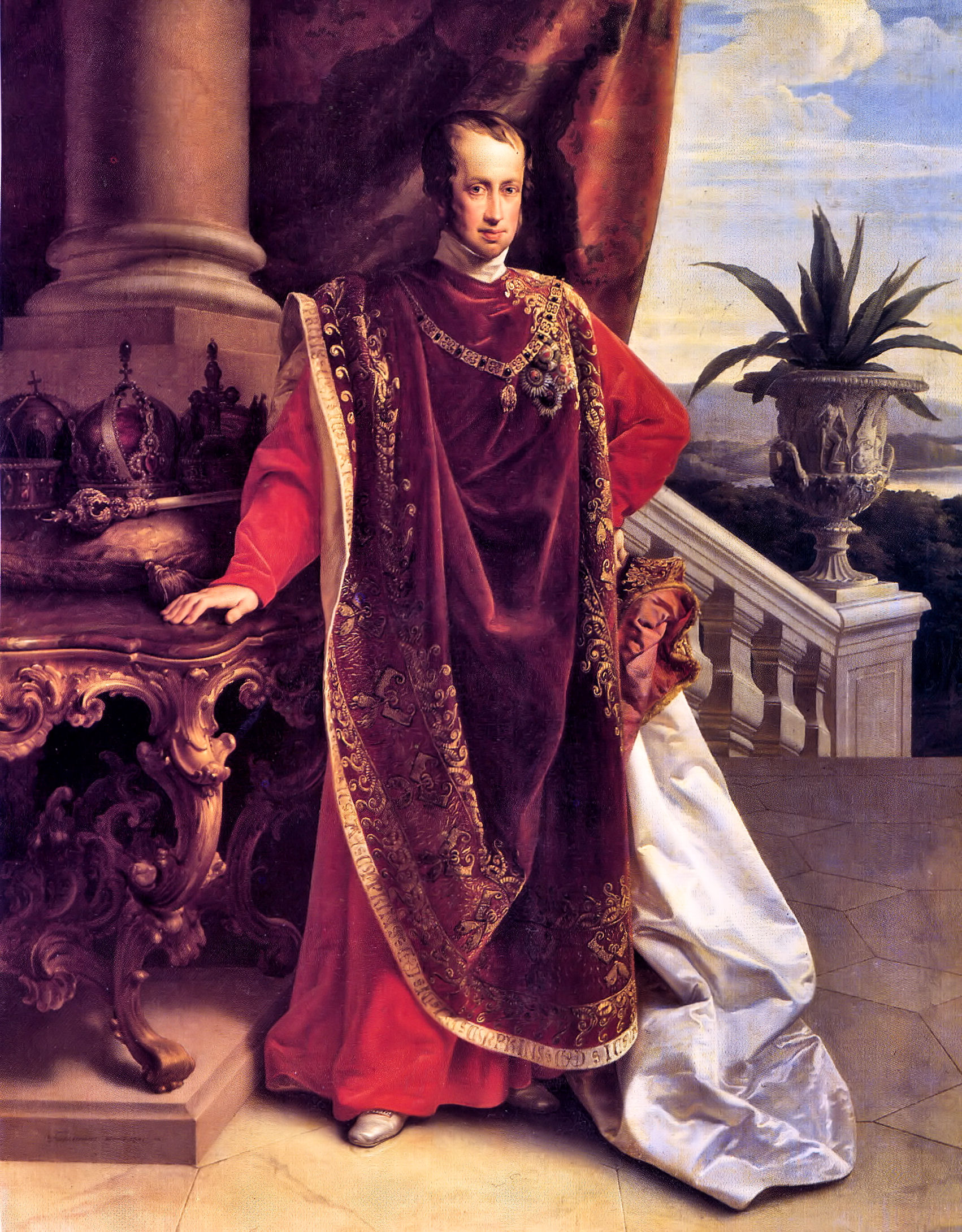
1835: Ferdinand I.

- 1835: Nach dem Tod seines Vaters Franz I. wird Ferdinand I. Kaiser von Österreich.
- 1836: Texas erklärt im Vertrauen auf den Beistand der Vereinigten Staaten seine Unabhängigkeit von Mexiko. Der mexikanische Präsident und General Antonio López de Santa Anna führt umgehend Truppen gegen die von Sam Houston kommandierten Aufständischen.
- 1855: Alexander II. wird während des Krimkrieges russischer Zar, nachdem sein Vater Nikolaus I. gestorben ist.

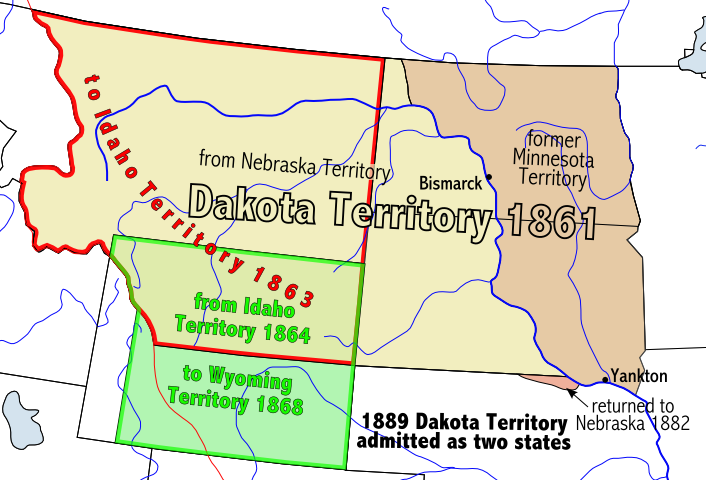
1861: Dakota Territory

- 1861: Aus Teilen des Minnesota-Territoriums und des Nebraska-Territoriums wird das Dakota-Territorium als Territorium der Vereinigten Staaten zusammengefasst. Territoriale Hauptstadt des Gebiets, das neben den heutigen US-Staaten South und North Dakota auch große Teile Montanas und Wyomings umfasst, ist Yankton.
- 1877: Die wegen der umstrittenen US-Präsidentenwahl 1876 gebildete Wahlkommission zur Überprüfung der Stimmenauszählung entscheidet, dass die Wähler in drei Südstaaten, die das Zünglein an der Waage bilden, für den republikanischen Bewerber votiert haben. Rutherford B. Hayes wird daher drei Tage später als Präsident der Vereinigten Staaten inauguriert.
- 1900: Truppen des Britischen Weltreichs bringen im Zweiten Burenkrieg das zuvor von den Buren belagerte Ladysmith, die drittgrößte Stadt der britischen Kolonie Natal in Südafrika, wieder unter ihre Kontrolle.
- 1901: Der Kongress der Vereinigten Staaten beschließt nach dem Sieg im Spanisch-Amerikanischen Krieg das Platt Amendment, das auf Druck der USA später Teil der kubanischen Verfassung wird und die kubanische Souveränität einschränkt.
- 1919: In Moskau beginnt mitten in der Zeit des Kriegskommunismus der Gründungskongress der Dritten Internationale. Wichtigste teilnehmende Parteien sind die Kommunistische Partei Russlands (B) und die Kommunistische Partei Deutschlands (KPD).

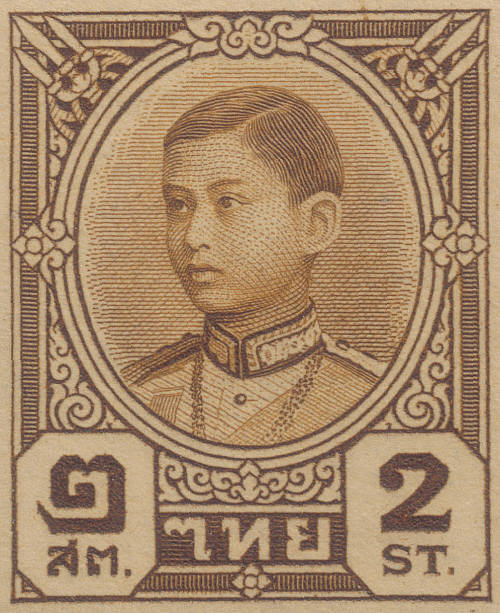
1935: König Rama VIII.

- 1935: König Rama VII. dankt in Thailand ab. Sein neunjähriger Neffe Rama VIII. wird neuer Herrscher, hält sich aber wegen seiner Ausbildung in der Schweiz zumeist außer Landes auf.
- 1938: Der dritte der Moskauer Prozesse im Rahmen von Stalins Großem Terror gegen 21 Anhänger Leo Trotzkis beginnt. Angeklagt sind Alexei Rykow, Nikolai Bucharin, Genrich Jagoda, Nikolai Krestinski, Christian Rakowski und 16 andere Funktionäre.

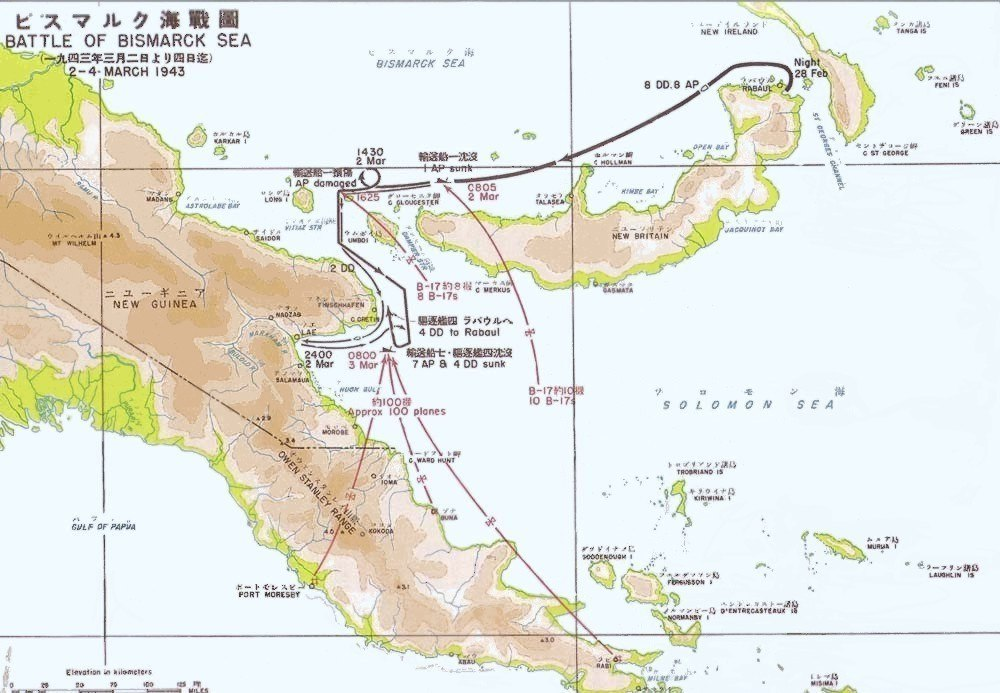
1943: Schlacht in der Bismarcksee

- 1943: Im Pazifikkrieg beginnt die Schlacht in der Bismarcksee, die bis zum 4. März dauert. Flugzeuge der US Army Air Forces und der Royal Australian Air Force bekämpfen einen aus Zerstörern und Truppentransportern bestehenden japanischen Konvoi.
- 1955: In Kambodscha dankt König Norodom Sihanouk ab. Er verzichtet zu Gunsten seines Vaters Norodom Suramarit auf den kambodschanischen Thron.

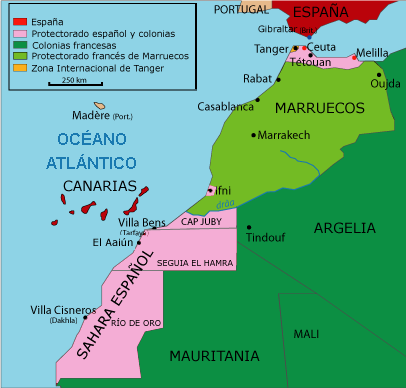
1956: Marokko

- 1956: Das Protektorat Marokko, bis dahin Teil Französisch-Nordafrikas, proklamiert seine  Unabhängigkeit von Frankreich. Da jenes zu diesem Zeitpunkt gerade im Algerienkrieg steckt, akzeptiert es die Unabhängigkeitserklärung seiner Kolonie.
- 1962: General Ne Win führt in Birma, dem heutigen Myanmar, einen Staatsstreich gegen Premierminister U Nu durch. Nach seiner Machtergreifung isoliert er das Land völlig.
- 1969: Während des chinesisch-sowjetischen Zerwürfnisses kommt es zu Kämpfen zwischen sowjetischen und chinesischen Grenzpatrouillen am Grenzfluss Ussuri, bei denen auf beiden Seiten Soldaten getötet werden.
- 1970: Die ehemalige britische Kolonie Rhodesien, das spätere Simbabwe, ruft knapp fünf Jahre nach der einseitigen Unabhängigkeitserklärung die Republik aus. Außer von Südafrika wird das Staatswesen jedoch von keinem anderen Staat anerkannt.
- 1972: Thomas Weisbecker, Mitglied der Bewegung 2. Juni, wird bei einem Festnahmeversuch in Augsburg erschossen.
- 1974: Im franquistischen Spanien wird das letzte Mal eine Hinrichtung durchgeführt. Der Anarchist Salvador Puig Antich und der deutsche Flüchtling Georg Michael Welzel werden wegen des Mordes an einem Guardia Civil-Beamten mit der Garrotte getötet.
- 1975: Der kenianische Oppositionspolitiker und ehemalige Mau-Mau-Kämpfer Josiah Mwangi Kariuki fällt während der Regierungszeit von Jomo Kenyatta einem nie geklärten Mord zum Opfer.
- 1989: Zwölf Nationen der Europäischen Gemeinschaft beschließen, bis zum Ende des 20. Jahrhunderts alle Fluorchlorkohlenwasserstoffe zu verbieten.
- 1989: Nach monatelanger Beschattung zerschlägt die bundesdeutsche Polizei die für den KGB-Hack verantwortliche Hacker-Gruppe um Karl Koch und Markus Hess.
- 1999: Ein argentinisches Gericht entscheidet, dass Thomas Drach, der Reemtsma-Entführer, nach Deutschland ausgeliefert werden darf.
- 2000: Der chilenische Ex-Diktator Augusto Pinochet wird aus seinem Hausarrest in London entlassen.

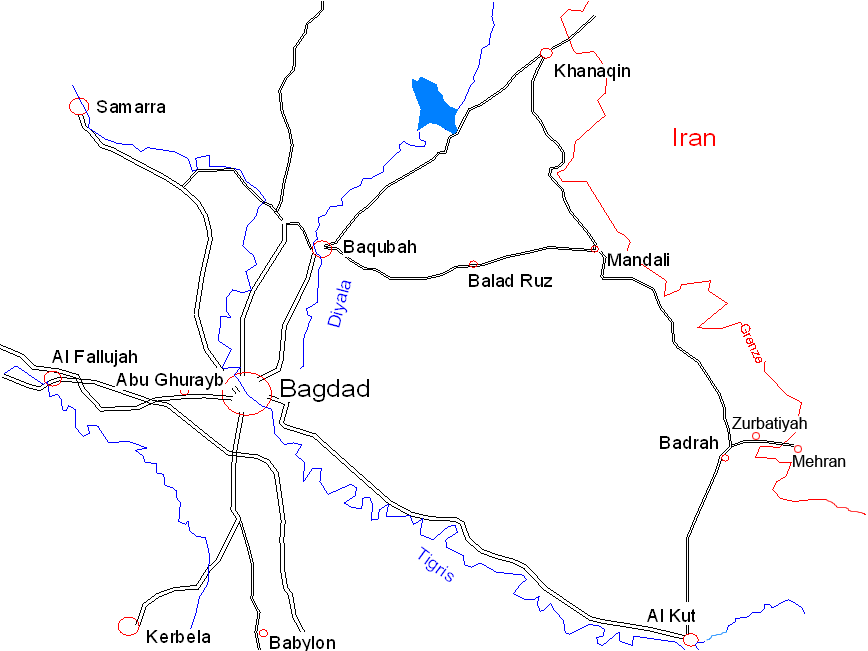
2004: Lage von Kerbela

- 2004: Bei den schwersten Anschlägen in der Besatzungszeit seit dem Sturz von Saddam Hussein im Irak kommen in Kerbela 270 Menschen ums Leben.
- 2008: In der Russischen Föderation wird Dmitri Anatoljewitsch Medwedew zum Nachfolger Wladimir Wladimirowitsch Putins als Präsident Russlands gewählt.

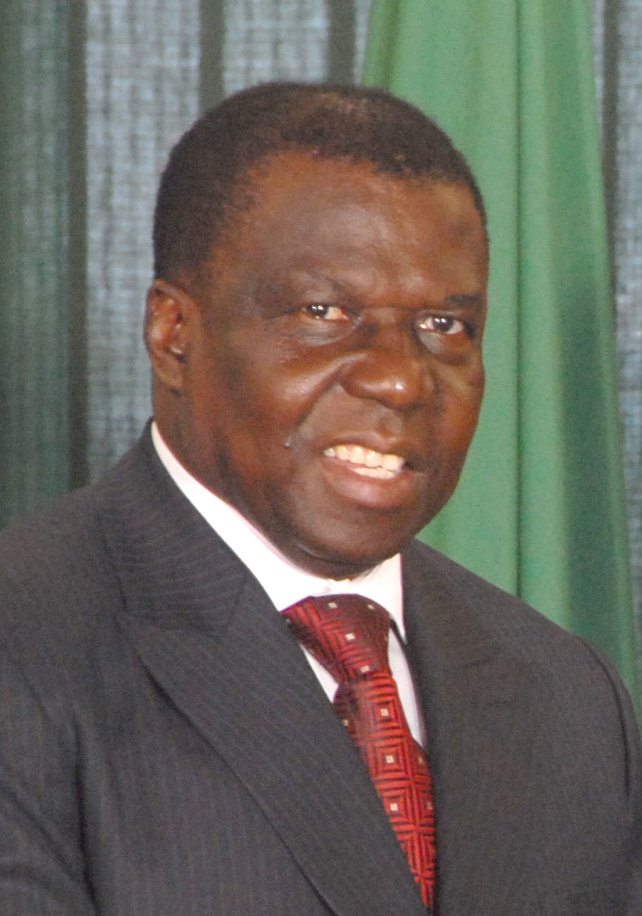
2009: João Bernardo Vieira

- 2009: Der Präsident von Guinea-Bissau, João Bernardo Vieira, wird bei einem Anschlag von aufständischen Truppen ermordet.
- 2010: Das Bundesverfassungsgericht verwirft die Vorratsdatenspeicherung in bisheriger Form als verfassungswidrig. Sie greife ohne Anlass in die Grundrechte sämtlicher Nutzer elektronischer Dienste ein und enthalte keine Sicherheitsmaßnahmen zum Datenschutz.
- 2011: Beim Mordanschlag am Frankfurter Flughafen werden zwei US-Soldaten getötet und zwei weitere verwundet.

### Wirtschaft
- 1619: Die vom Rat der Stadt Hamburg zur Erleichterung des Handelsverkehrs der Kaufleute gegründete Hamburger Bank nimmt ihren Geschäftsbetrieb auf.
- 1810: In London beginnt das erste Gaswerk mit der Energieversorgung. Mittels einer Kokerei wird Kohle vergast.
- 1987: Die Chrysler Group übernimmt die American Motors Corporation, womit deren Kooperation mit Renault endet.

1995: Yahoo!-Logo

- 1995: David Filo und Jerry Yang wandeln das 1994 von ihnen gegründete Internetportal Yahoo in eine Aktiengesellschaft um.
- 2009: Der US-amerikanische Versicherungskonzern American International Group (AIG) veröffentlicht in New York die offiziellen Zahlen für das vierte Quartal 2008 – mit 61,7 Milliarden US-Dollar den höchsten Quartalsverlust der US-Wirtschaftsgeschichte. In der Folge muss der Staat mit insgesamt 180 Milliarden Dollar an Hilfsgeldern einspringen.

### Wissenschaft und Technik

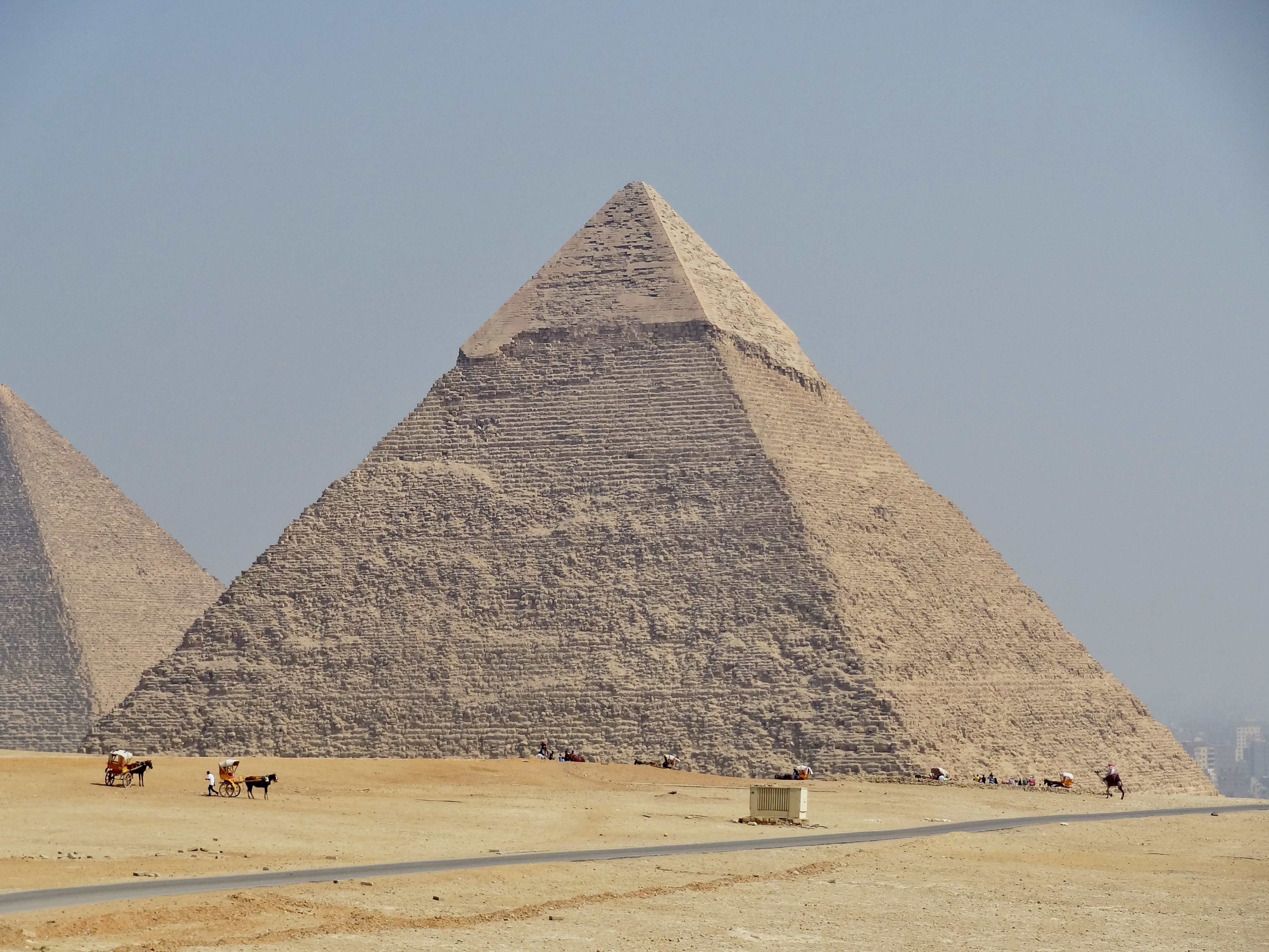
1818: Chephren-Pyramide

- 1818: Der italienische Abenteurer Giovanni Battista Belzoni entdeckt die Grabkammer in der Chephren-Pyramide wieder, findet darin aber nur einen leeren Sarkophag.
- 1949: Nach 94 Stunden in der Luft trifft die Boeing B-50A Lucky Lady II mit der Crew um den Piloten James G. Gallagher nach der ersten Nonstop-Weltumrundung auf der texanischen Carswell Air Force Base in Fort Worth ein. Die Maschine wurde während ihres Flugs mehrmals betankt.

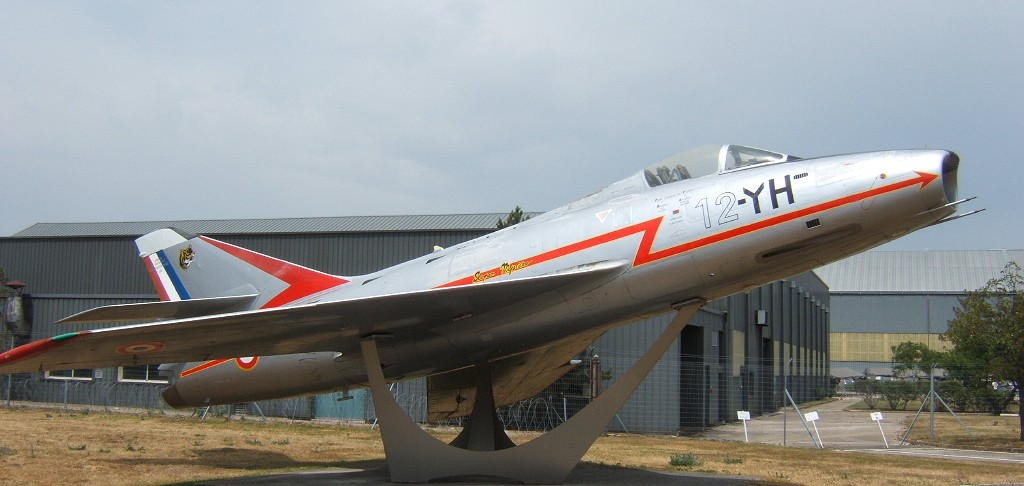
1955: Dassault Super Mystère B2

- 1955: Die vom französischen Flugzeughersteller Dassault Aviation gebaute Dassault Super Mystère, das erste westeuropäische Überschallflugzeug, absolviert ihren Erstflug.
- 1958: Die Commonwealth Trans-Antarctic Expedition unter dem Polarforscher Vivian Fuchs und mit Edmund Hillary trifft in Scott Base ein. Sie hat den antarktischen Kontinent durchquert und dabei in 99 Tagen 3440 km zurückgelegt.
- 1969: Der Prototyp des Überschall-Verkehrsflugzeuges Concorde hat in Toulouse seinen Erstflug.
- 1972: Die US-amerikanische Raumsonde Pioneer 10 wird an Bord einer Trägerrakete vom Typ Atlas Centaur in Richtung der äußeren Planeten gestartet.
- 1978: Das sowjetische Raumschiff Sojus 28 startet im Rahmen des Sojus-Programms vom Weltraumbahnhof Baikonur zur Raumstation Saljut 6. Neben dem Kommandanten Alexei Alexandrowitsch Gubarew befindet sich an Bord der erste Raumfahrer, der weder aus den USA noch aus der UdSSR stammt, der tschechische Bordingenieur Vladimír Remek.
- 1995: Physiker am Fermilab geben die Entdeckung des Top-Quarks bekannt.
- 2004: Die ESA startet die Sonde Rosetta mit einer Ariane 5G+-Rakete zur Erkundung des Kometen Tschurjumow-Gerassimenko, den sie 2014 erreichte.

### Kultur

1808: Erstdruck Der zerbrochne Krug

- 1808: Das Lustspiel Der zerbrochne Krug von Heinrich von Kleist wird von Johann Wolfgang von Goethe in Weimar mit geringem Erfolg uraufgeführt.
- 1815: Die Uraufführung der komischen Oper Die Prinzessin von Cacambo von Peter Joseph von Lindpaintner findet in München statt.
- 1839: Die Oper La Sposa di Messina von Nicola Vaccai wird im Teatro La Fenice in Venedig erstmals aufgeführt.
- 1852: La Tradita, ein Melodramma in vier Akten von Gualtiero Sanelli, wird im Teatro La Fenice in Venedig uraufgeführt.
- 1889: Am Carl Schultze Theater in Hamburg erfolgt die Uraufführung der Operette Capitain Fracassa von Rudolf Dellinger.
- 1907: Die Operette Ein Walzertraum von Oscar Straus mit dem Libretto von Felix Dörmann wird am Carltheater in Wien uraufgeführt.
- 1923: Im Ullstein Verlag in Berlin erscheint die Tiererzählung Bambi. Eine Lebensgeschichte aus dem Walde von Felix Salten.
- 1933: Der Spielfilm King Kong und die weiße Frau der RKO Pictures von Merian C. Cooper und Ernest B. Schoedsack, mit Fay Wray in der Hauptrolle, hat seine Premiere in New York City. Am Drehbuch des ersten King-Kong-Films hat unter anderem Edgar Wallace mitgearbeitet.
- 1937: Die Oper Massimilla Doni von Othmar Schoeck nach der gleichnamigen Novelle von Honoré de Balzac wird an der Staatsoper in Dresden uraufgeführt.
- 1937: In San Francisco findet die Uraufführung von Frank Capras Klassiker Lost Horizon statt, der später in den USA für Propagandazwecke mehrfach gekürzt und bearbeitet wird.
- 1939: In der New Yorker Radio City Music Hall hat John Fords Western Stagecoach Premiere, der dem Filmschauspieler John Wayne zu seiner Karriere verhilft.
- 1981: Das ARD-Nachtkonzert geht mit klassischer Musik als Kontrastprogramm zum ARD-Nachtexpress zum ersten Mal auf Sendung.

### Gesellschaft
- 1861: In Emden wird ein Verein zur Menschenrettung auf See gegründet, der vier Jahre später in die neu gebildete Deutsche Gesellschaft zur Rettung Schiffbrüchiger eingebracht wird.
- 1998: Die zehnjährige Natascha Kampusch wird in Österreich entführt. Die polizeilichen Ermittlungen führen zu keinem greifbaren Ergebnis, bis es ihr 2006 gelingt, dem Täter zu entfliehen.

### Religion
- 1939: Kardinal Eugenio Pacelli wird zum Papst gewählt und nimmt den Namen Pius XII. an.

### Katastrophen
- 1825: Die algerische Stadt Blida wird durch ein Erdbeben, das etwa 7.000 Menschenleben kostet, fast völlig zerstört.
- 1933: Das Shōwa-Sanriku-Erdbeben der Stärke 8,4 auf der Richterskala vor Sanriku, Japan, samt Tsunami fordert 2.990 Todesopfer.

Kleinere Unglücksfälle sind in den Unterartikeln von Katastrophe und in der Liste von Katastrophen aufgeführt.

### Natur und Umwelt

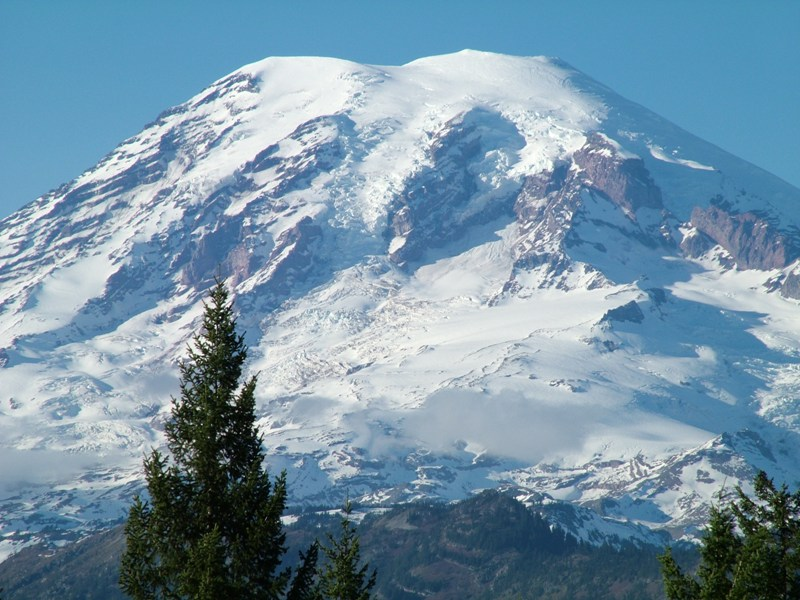
1899: Mount Rainier

- 1899: Als dritter Nationalpark der Vereinigten Staaten wird der Mount-Rainier-Nationalpark eingerichtet. Es handelt sich um das Gebiet um den Vulkan Mount Rainier im US-Bundesstaat Washington.
- 1905: Auf der Baleareninsel Mallorca wird das Tropfsteinhöhlensystem Coves dels Hams entdeckt.

### Sport

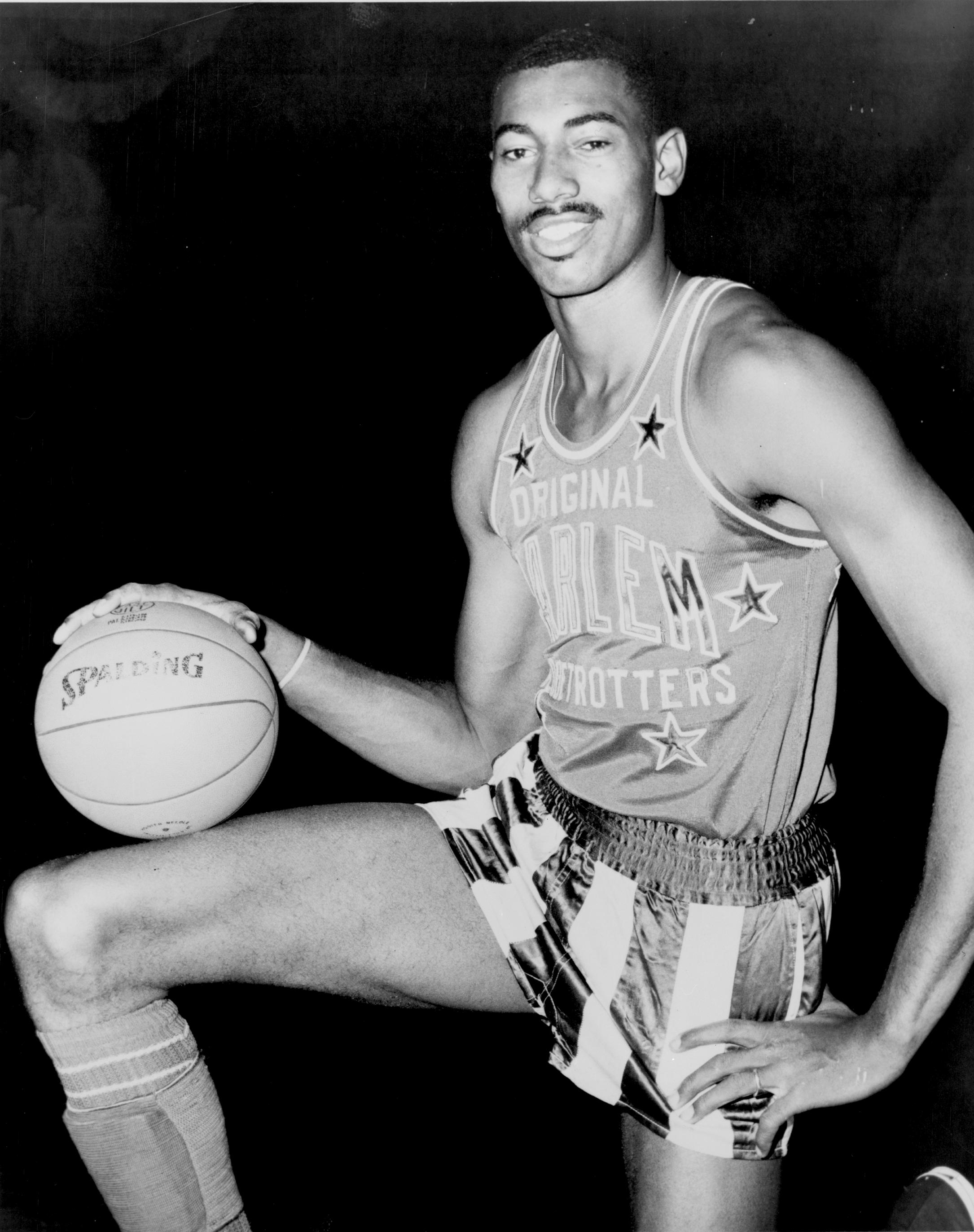
1962: Wilt Chamberlain

- 1962: Der Basketball-Spieler Wilt Chamberlain erzielt für die Philadelphia Warriors in Hershey, Pennsylvania, gegen die New York Knicks 100 Punkte in einem NBA-Spiel.

Einträge von Leichtathletik-Weltrekorden befinden sich unter der jeweiligen Disziplin unter Leichtathletik.

## Geboren

### Vor dem 18. Jahrhundert
- 1242: Isabella von Frankreich, Königin von Navarra und Gräfin von Champagne
- 1316: Robert II., König von Schottland
- 1378: Edmund Stafford, 5. Earl of Stafford, englischer Adeliger
- 1409: Johann II., Herzog von Alençon, Graf von Le Perche
- 1432: Margarethe von Pfalz-Mosbach, Gräfin von Hanau

- 1459: Hadrian VI., Papst

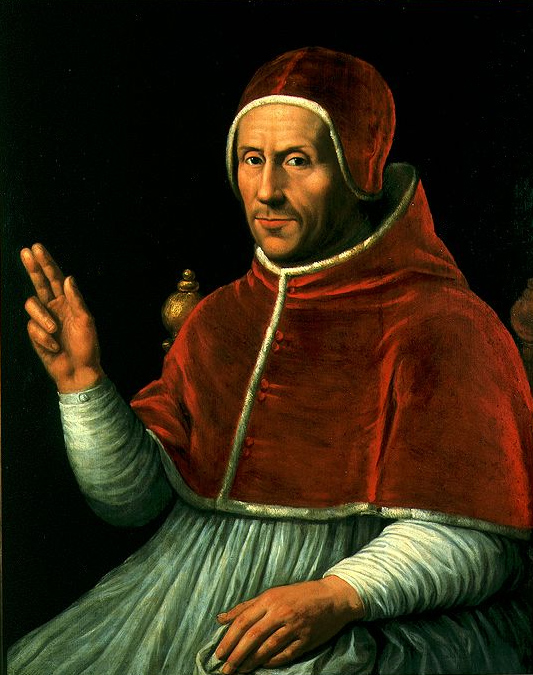
Hadrian VI. (* 1459)

- 1481: Franz von Sickingen, Anführer der rheinischen und schwäbischen Ritterschaft
- 1522: Heinrich Salmuth, deutscher Theologe
- 1544: Thomas Bodley, englischer Staatsmann und Gelehrter
- 1578: George Sandys, englischer Reisender, Kolonist und Dichter
- 1603: Pietro Novelli, sizilianischer Maler
- 1619: Marcantonio Giustinian, Doge von Venedig
- 1621: Ludwig Günther II. von Schwarzburg-Sondershausen, deutscher Graf
- 1624: Jacob Beutel, Kreuzkantor in Dresden
- 1624: Hans Heinrich von Elterlein, deutscher Unternehmer
- 1628: Cornelis Speelman, niederländischer Kolonialverwalter, Generalgouverneur von Niederländisch-Ostindien
- 1641: Albert Anton, Graf von Schwarzburg-Rudolstadt
- 1642: Claudio Coello, spanischer Maler
- 1646: Johann Kasimir Röls, deutscher römisch-katholischer Geistlicher
- 1649: Andreas Gottlieb von Bernstorff, erster Minister des Kurfürstentums Braunschweig-Lüneburg
- 1657: Zacharias Steinel, kursächsischer Theologe und Pastor, mehrfacher Magister
- 1667: Georg Melchior von Ludolf, deutscher Jurist
- 1670: Franz Kaspar Ferdinand von Landsberg zu Erwitte, westfälischer Gutsherr, Domherr und Beamter
- 1674: Johann Baptist Funtsch, deutscher Orgelbauer
- 1675: Hedwig Luise von Hessen-Homburg, Gräfin von Schlieben
- 1683: Hans Reinhold von Fersen, schwedischer General und Politiker deutschbaltischer Herkunft

### 18. Jahrhundert
- 1702: Henriette Marie von Brandenburg-Schwedt, Herzogin von Württemberg
- 1707: Guillaume Barthez de Marmorières, französischer Ingenieur und Enzyklopädist
- 1707: Louis-Michel van Loo, französischer Porträtmaler
- 1709: Nicolas-François Gillet, französischer Bildhauer und Hochschullehrer
- 1711: Adam Herold, deutscher Pädagoge und evangelischer Theologe
- 1716: Itō Jakuchū, japanischer Maler
- 1730: Gottfried Christoph Beireis, deutscher Arzt und Chemiker
- 1737: Henry Wynkoop, US-amerikanischer Politiker
- 1746: Karoline von Hessen-Darmstadt, Landgräfin von Hessen-Homburg
- 1751: Thomas Blaikie, britischer Gartenarchitekt aus Schottland
- 1751: Carl Christian Friedrich Langheld, deutscher Jurist und Amtmann
- 1752: Gerhard Anton von Halem, deutscher Jurist und Schriftsteller der Zeit der Spätaufklärung
- 1754: Joseph Albrecht von Ittner, deutscher Schriftsteller, Jurist und Diplomat
- 1759: Jean Baptiste Audebert, französischer Naturforscher und Maler
- 1759: Friedrich Haeffner, schwedischer Komponist

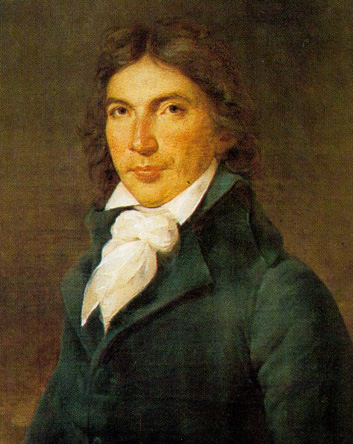
Camille Desmoulins (* 1760)

- 1760: Camille Desmoulins, französischer Rechtsanwalt, Journalist der Aufklärung und einer der Führer der Französischen Revolution
- 1760: Carl von Hänlein, preußischer Politiker und Diplomat
- 1763: Joseph von Utzschneider, deutscher Techniker und Unternehmer
- 1765: Marie François Rouyer, französischer Général de division
- 1769: Ferdinand Hasenclever, deutscher evangelischer Pfarrer und Konsistorialrat
- 1770: Louis Gabriel Suchet, Marschall von Frankreich, Herzog von Albufera
- 1773: August Schumann, deutscher Buchhändler, Verleger und Lexikograf
- 1778: William Austin, US-amerikanischer Rechtsanwalt, Politiker und Schriftsteller
- 1778: Friederike zu Mecklenburg[-Strelitz], Herzogin zu Mecklenburg, Prinzessin von Preußen, Prinzessin zu Solms-Braunfels und Königin von Hannover
- 1779: Friedrich Eichhorn, preußischer Staatsmann, Kultusminister
- 1784: Gustav Adolf von Strantz, preußischer Generalleutnant und Kommandant
- 1793: Sam Houston, Präsident der Republik Texas
- 1794: Victor von Lepel, hessischer Diplomat und Politiker
- 1800: Jewgeni Abramowitsch Baratynski, russischer Offizier, Schriftsteller und Dichter

### 19. Jahrhundert

#### 1801–1850

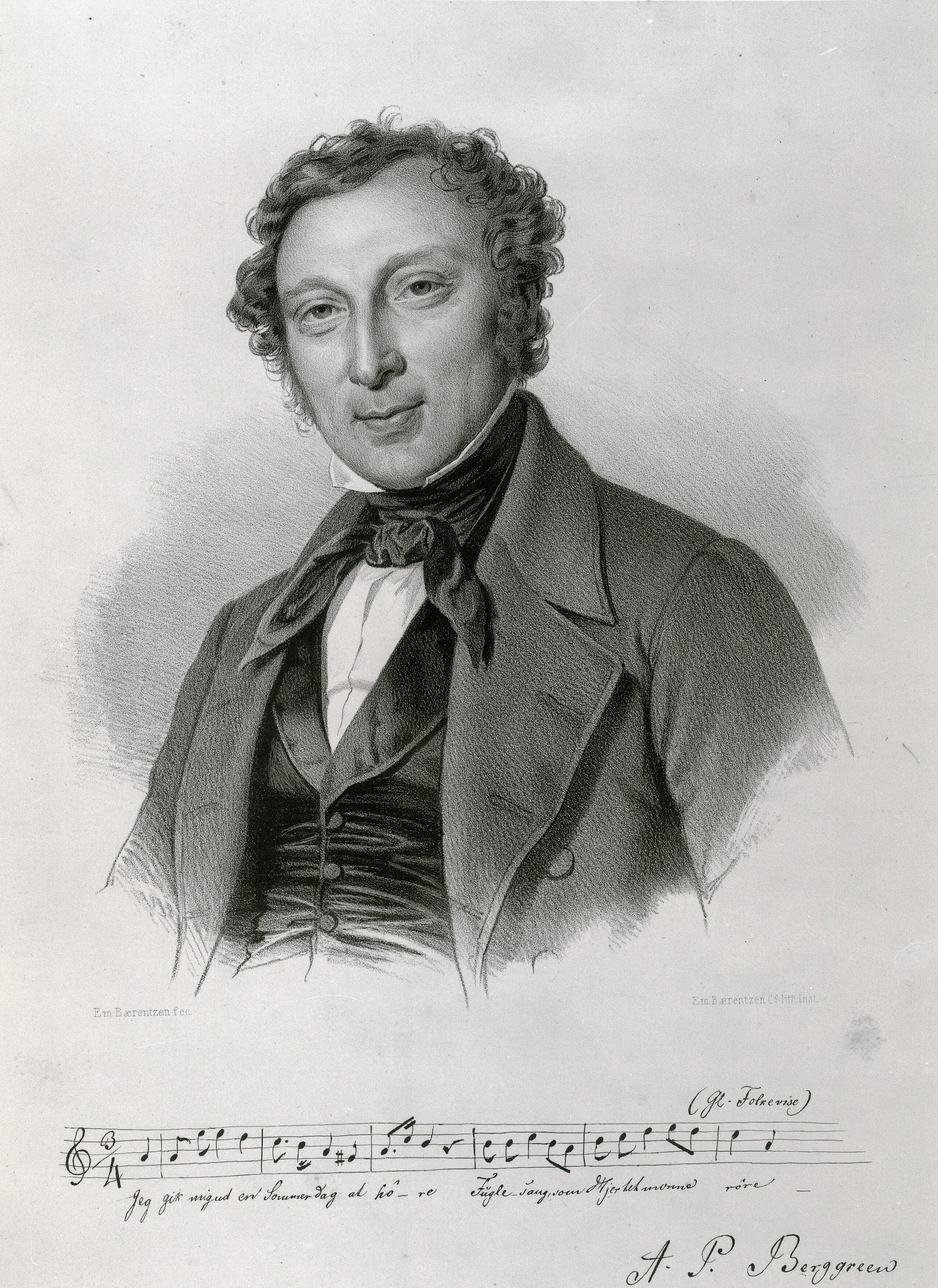
Andreas Peter Berggreen (* 1801)

- 1801: Andreas Peter Berggreen, dänischer Komponist und Organist
- 1802: Simeon H. Anderson, US-amerikanischer Politiker, Mitglied des Repräsentantenhauses
- 1802: Emil Wolff, deutscher Bildhauer
- 1805: Alexander Carl, Herzog von Anhalt-Bernburg
- 1810: Leo XIII., Papst
- 1815: Jakob Dont, österreichischer Violinist, Violinpädagoge und Komponist
- 1816: Adolf Hillmann, deutscher Rittergutsbesitzer, MdR
- 1817: János Arany, ungarischer Dichter
- 1817: Georg Pfahler, deutscher Geistlicher und Politiker, Mitglied der Frankfurter Nationalversammlung
- 1819: Alois Emanuel Biedermann, reformierter Theologe aus der Schweiz
- 1819: Henry Tracey Coxwell, englischer Ballonfahrer
- 1820: Multatuli, niederländischer Schriftsteller
- 1821: Axel Adlercreutz, schwedischer Staatsmann
- 1822: Eduard von Jachmann, deutscher Marineoffizier
- 1824: Bedřich Smetana, tschechischer Komponist
- 1827: Giovanni Arcioni, Schweizer Schriftsteller

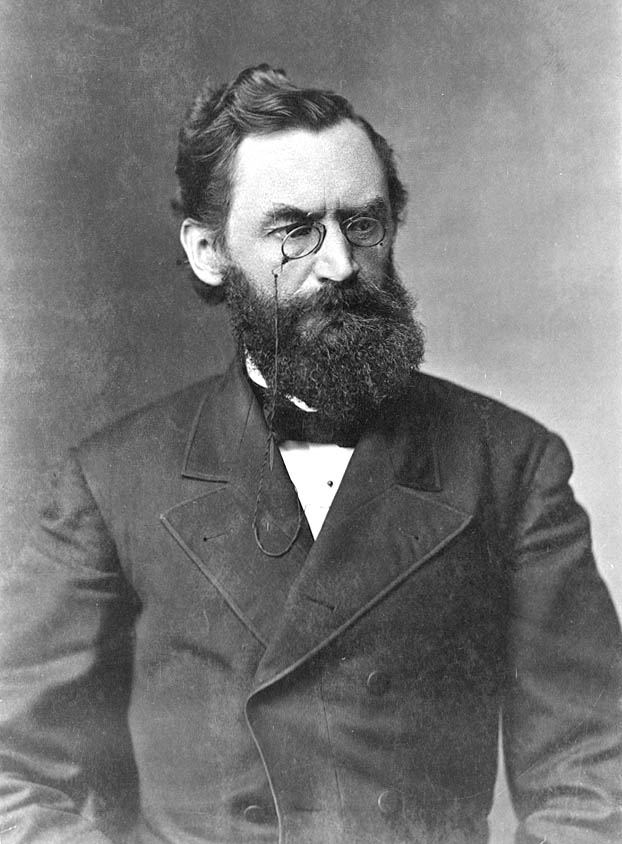
Carl Schurz (* 1829)

- 1829: Carl Schurz, deutsch-US-amerikanischer Revolutionär, General und Politiker, Senator, Minister
- 1831: Gilles van Overbeek de Meijer, niederländischer Mediziner
- 1832: Rudolf Löw, Schweizer Komponist und Organist
- 1835: Hermann Jakob Dingelstad, deutscher römisch-katholischer Theologe und Bischof
- 1836: John W. Foster, US-amerikanischer Journalist, Offizier und Politiker, Minister
- 1836: Theodor Nöldeke, deutscher Orientalist
- 1839: Francis Planté, französischer Pianist
- 1845: Edmund Schmidt, deutscher Unternehmer und Politiker, MdR, MdL
- 1846: Teresa Manetti, katholische Ordensgründerin
- 1846: Marie Roze, französische Opernsängerin
- 1847: Cayetano Arellano, philippinischer Jurist
- 1847: Max O’Rell, eigentlich Léon Paul Blouet, französischer Autor und Journalist
- 1849: Anton Krettner, deutscher Komponist und Kommunalpolitiker

#### 1851–1900

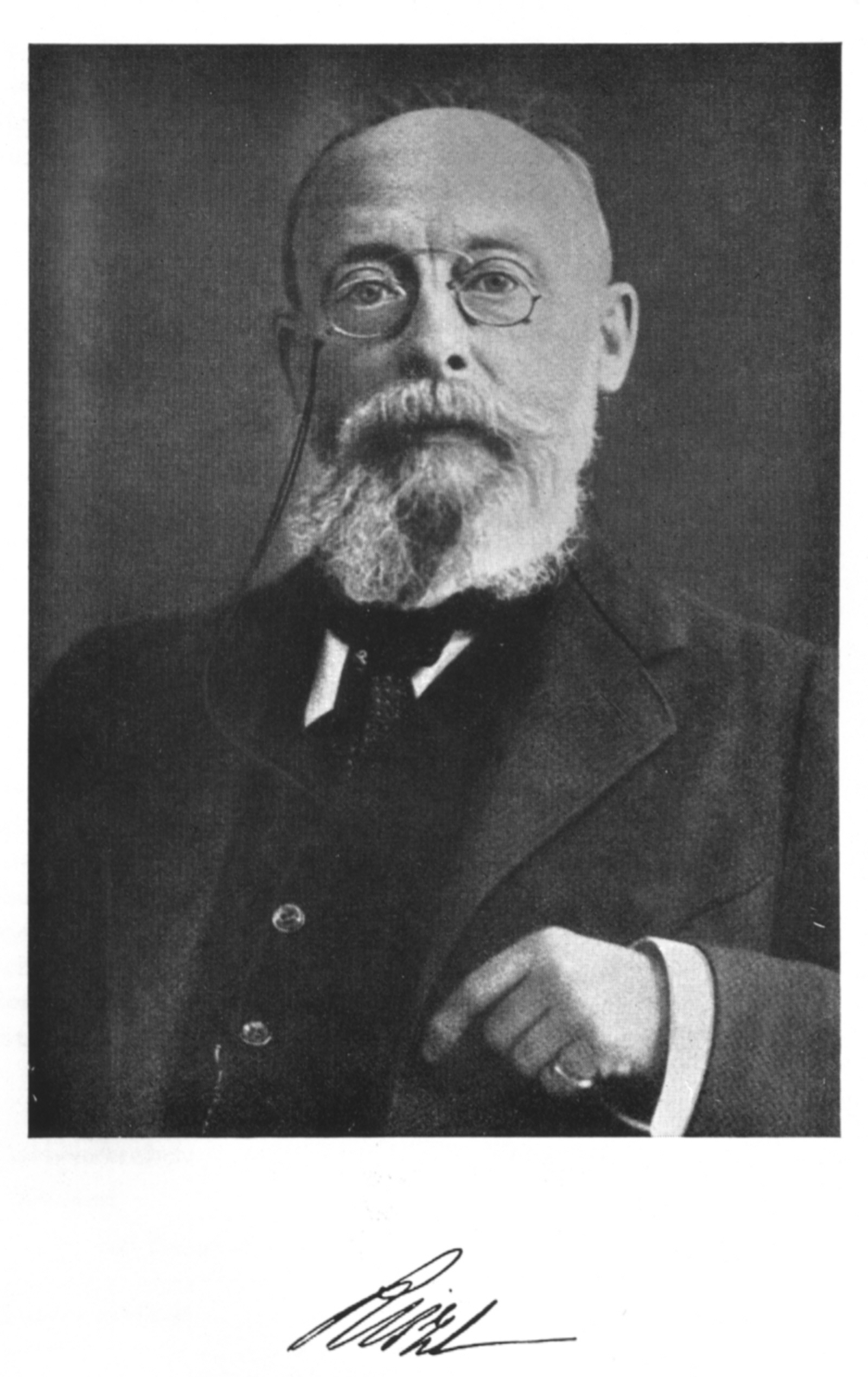
Franz von Liszt (* 1851)

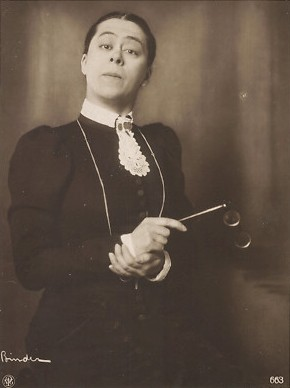
Emmy Wyda (* 1876)

- 1851: Franz von Liszt, deutscher Straf- und Völkerrechtler, Rechtspolitiker
- 1851: Adolf Quensen, deutscher Hofdekorations- und Kirchenmaler des Historismus
- 1853: Ambrosius Hubrecht, niederländischer Zoologe
- 1856: Adam Christ, deutscher Bildhauer
- 1858: Olga Gebauer, deutsche Hebamme und eine Gründerin des Vorläufers des Deutschen Hebammenverbandes
- 1858ː Clotilde Schilling, deutsche Malerin und Bildhauerin, Mitglied der Gruppe Dresdner Künstlerinnen
- 1858: Albert Schmidt, deutscher Redakteur und Politiker, MdR
- 1859: Scholem Alejchem, russisch-US-amerikanischer jiddischsprachiger Schriftsteller, gilt als einer der Gründervater der jiddischen Literatur
- 1860: Auguste Fernbach, französischer Biologe
- 1860: Sally von Kügelgen, deutsch-baltische Malerin
- 1861: Josef Moser, österreichischer Priester und Entomologe
- 1865: Victor Madsen, dänischer Geologe und Paläontologe
- 1866: Eduard Schäubli, deutsch-schweizerischer Lehrer, Unternehmer und Politiker, Nationalrat
- 1868: Otto von Mendelssohn Bartholdy, deutscher Bankier und Industrieller
- 1868: Edmund Schulthess, Schweizer Jurist und Politiker, Bundesrat, Bundespräsident, erster Präsident der Eidgenössischen Bankenkommission
- 1872: Rudolf Helm, deutscher Altphilologe
- 1873: Moses Levi, deutscher Jurist
- 1874: Neil Arnott, schottischer Arzt
- 1874: Carl Schlechter, altösterreichischer Schachspieler
- 1876: Pius XII., Papst
- 1876ː Emmy Wyda, deutsche Schauspielerin
- 1877: Luigi Maglione, vatikanischer Diplomat, Kardinalstaatssekretär, Kurienkardinal
- 1878: Wander Johannes de Haas, niederländischer Physiker und Mathematiker
- 1879: Johann Viktor Bredt, deutscher Staatsrechtler und Politiker, MdL, MdR, Reichsminister
- 1879: John Rochaix, Schweizer Agrarwissenschaftler und Politiker
- 1879: William Wallace Gilchrist, US-amerikanischer Maler
- 1879: Hans Hoppeler, Schweizer Mediziner und Politiker, Nationalrat
- 1880: Ivar Kreuger, schwedischer Industrieller
- 1880: Alfred J. Lotka, österreichisch-US-amerikanischer Mathematiker, Chemiker, Ökologe und Demograph
- 1881: Jakob Rauch, deutscher Geistlicher
- 1883: Nikos Kazantzakis, griechischer Schriftsteller
- 1885: Otto Lindpaintner, deutscher Luftfahrtpionier
- 1886: Kurt Grelling, deutscher Mathematiker, Logiker und Philosoph
- 1886: Leo Geyr von Schweppenburg, deutscher Offizier, Militärattaché, General der Panzertruppe
- 1886: Willis O’Brien, US-amerikanischer Tricktechnikpionier
- 1888: Adolf Rading, deutscher Architekt
- 1889: Jodokus Kehrer, deutscher SA-Truppführer
- 1890ː Adele Jellinek, österreichische Schriftstellerin und Opfer des Holocaust
- 1890: Egbert Reimsfeld, deutscher Ruderer
- 1891: Edmund Götz, deutscher Maler, Grafiker und Pädagoge
- 1892: Marcel Frébourg, französischer Ruderer
- 1892: Heinrich Zerkaulen, deutscher Schriftsteller
- 1893: Helena Makowska, polnische Schauspielerin
- 1894: Aloys Rüberg, deutscher Syndikus von Handwerkerverbänden, Beamter und Politiker

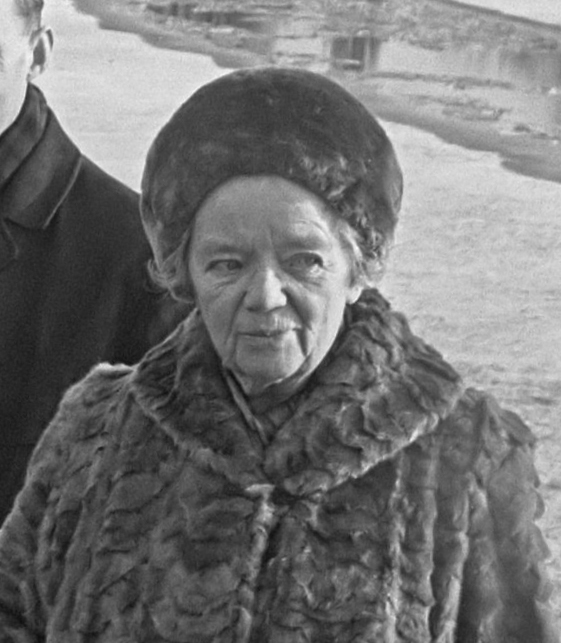
Jakoba Helena Mulder (* 1900)

- 1895: Tage Aurell, schwedischer Schriftsteller, Drehbuchautor, Journalist und Übersetzer
- 1895: Emilio Azcárraga Vidaurreta, mexikanischer Medienunternehmer
- 1896: Clair Bee, US-amerikanischer Basketballtrainer
- 1899: Alessandro Vallebona, italienischer Radiologe, Entwickler der Tomographie
- 1900: Hasso von Etzdorf, deutscher Diplomat, Generalkonsul in Genua, Botschafter in Kanada und Großbritannien
- 1900: Bruno Heusinger, deutscher Richter, Präsident des Bundesgerichtshofs
- 1900ː Jakoba Mulder, niederländische Architektin, Hochschullehrerin und Stadtplanerin
- 1900: Matilde Muñoz Sampedro, spanische Schauspielerin
- 1900: Kurt Weill, deutscher Komponist

### 20. Jahrhundert

#### 1901–1925
- 1901: Grete Hermann, deutsche Mathematikerin, Physikerin und Widerstandskämpferin gegen den Nationalsozialismus

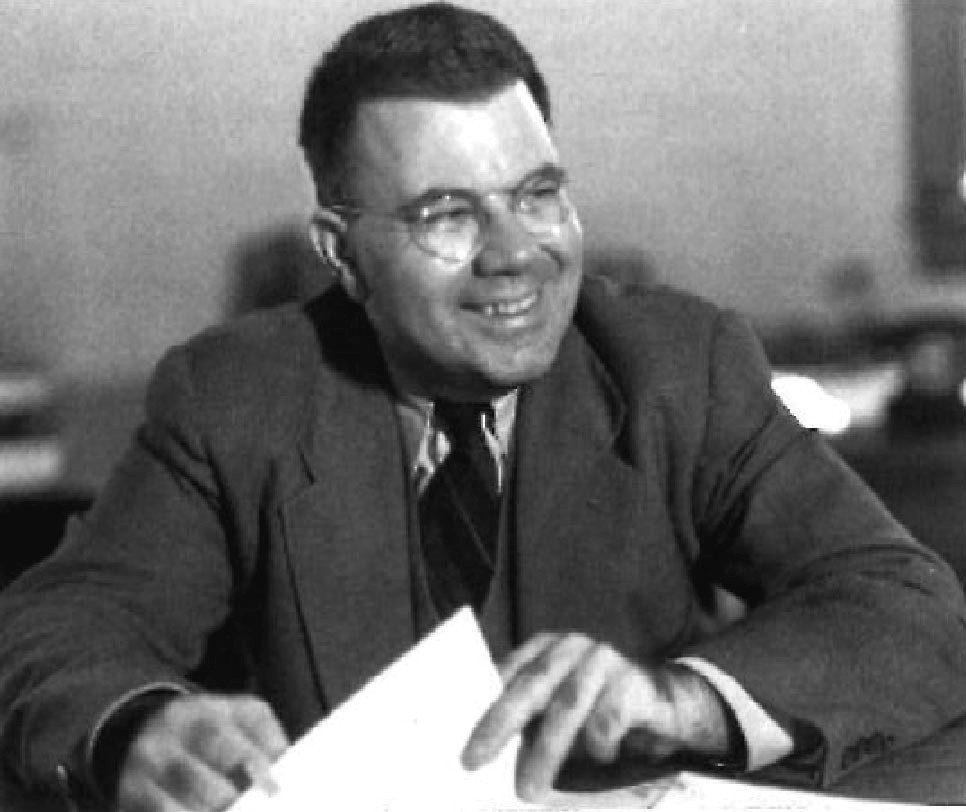
Edward Condon (* 1902)

- 1902: Edward Condon, US-amerikanischer Physiker
- 1902: Blind Teddy Darby, US-amerikanischer Blues-Gitarrist und -Sänger
- 1903: Fritz Giegold, deutscher Schachkomponist und Schachspieler
- 1903: Harry Giese, deutscher Schauspieler und Sprecher von NS-Wochenschauen
- 1904: Theodor Seuss Geisel, US-amerikanischer Kinderbuch-Autor und Cartoonzeichner
- 1904: Kurt Gildisch, deutscher Polizeibeamter und SS-Offizier
- 1904: Marianne Rath, österreichische Glaskünstlerin
- 1904: Elsie Wisdom, britische Automobilrennfahrerin
- 1905: Marc Blitzstein, US-amerikanischer Komponist
- 1905: Roberto Francisco Chiari Remón, panamaischer Politiker, Staatspräsident
- 1905: Howard Garns, US-amerikanischer Sudokuerfinder
- 1905: Herbert Gerigk, deutscher Musikwissenschaftler und Nationalsozialist (Lexikon der Juden in der Musik)
- 1906: Paul August, deutscher Maler und Grafiker
- 1906: Heinrich Grafenhorst, deutscher Priester und Bischöflich Münsterscher Offizial
- 1908: Walter Bruch, deutscher Elektrotechniker, Pionier des deutschen Fernsehens, Entwickler des PAL-Farbfernsehsystem
- 1908: Willi Steinhörster, deutscher Politiker, MdL, MdB
- 1909: Dante Maggio, italienischer Schauspieler
- 1910: Harry Blech, britischer Dirigent und Violinist
- 1910: Franz Ott, deutscher Vertriebenenpolitiker
- 1911: József Háda, ungarischer Fußballspieler und -trainer
- 1911: Otmar Emminger, deutscher Ökonom, Präsident der Deutschen Bundesbank
- 1911: Josef Krejci, österreichischer Handballspieler
- 1911: Olivia Manning, britische Schriftstellerin
- 1913: Herbert Ansbach, deutscher Politiker
- 1913: François Aupetit, französischer Boxer
- 1913: Falk Harnack, deutscher Regisseur und Drehbuchautor, Widerstandskämpfer gegen den Nationalsozialismus
- 1913: Duke Nalon, US-amerikanischer Automobilrennfahrer
- 1913: Marjorie Weaver, US-amerikanische Schauspielerin
- 1914: Edmond Dune, luxemburgischer Autor, Dichter und Dramaturg
- 1914: James Robert Knox, australischer Geistlicher, Erzbischof von Melbourne, Kardinal
- 1914: Kurt Kretschmann, deutscher Naturschützer, Erfinder des Naturschutzschildes „schwarze Waldohreule auf gelbem Grund“
- 1914: Martin Ritt, US-amerikanischer Filmregisseur
- 1915: Lona Andre, US-amerikanische Schauspielerin
- 1916: Bernard Stevens, britischer Komponist und Musikpädagoge
- 1917: Desi Arnaz, kolumbianischer Musiker und Schauspieler
- 1918: Helmut Lehmann, deutscher Maschinenbauingenieur, Präsident der Deutschen Keramischen Gesellschaft
- 1919: Tibor Flórián, ungarischer Schachspieler, -komponist, -autor und -funktionär
- 1919: Bjørn Fongaard, norwegischer Komponist, Gitarrist und Musikpädagoge
- 1919: Jennifer Jones, US-amerikanische Schauspielerin

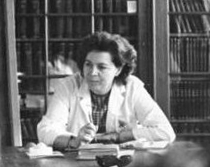
Lykke Aresin (* 1921)

- 1921: Lykke Aresin, deutsche Ärztin und Sexualwissenschaftlerin
- 1921: Wilhelm Büsing, deutscher Vielseitigkeitsreiter
- 1921: Kazimierz Górski, polnischer Fußballspieler und -trainer
- 1921: Ernst Haas, österreichisch-US-amerikanischer Fotograf und Autor
- 1921: Robert Simpson, britischer Komponist
- 1922: Herbert Ahues, deutscher Schachkomponist und -autor
- 1922: Elfriede Mohneke, deutsche Aufseherin in den Konzentrationslagern Ravensbrück und Uckermark
- 1922: Frances Spence, US-amerikanische Programmiererin des ersten rein elektronische Universalrechners (ENIAC)
- 1922: Antonín Závodný, tschechischer Komponist
- 1923: György Pásztor, ungarischer Eishockeyspieler und Sportfunktionär
- 1924: Wolf In der Maur, österreichischer Journalist und Herausgeber
- 1924: Günter Waldorf, österreichischer Maler
- 1925: Efim Geller, ukrainisch-sowjetischer Schachspieler, Großmeister

#### 1926–1950
- 1926: Bernard Agré, ivorischer Priester, Erzbischof von Abidjan und Kardinal
- 1926: Hermann Eiselen, deutscher Unternehmer und Mäzen
- 1927: Erich Angermann, deutscher Historiker
- 1927: Olivier Larronde, französischer Dichter
- 1927: Siegfried Köhler, deutscher Komponist
- 1927: Witold Szalonek, polnischer Komponist
- 1927: Roger Walkowiak, französischer Radrennfahrer
- 1928: Kurt Ackermann, deutscher Architekt
- 1928: William Reynolds Archer jr., US-amerikanischer Politiker
- 1928: Gert Gütschow, deutscher Schauspieler
- 1928: Margot Kruse, deutsche Romanistin
- 1929: James Gerhardt, US-amerikanischer Leichtathlet
- 1929: Robert Richardson, britischer Stadtkommandant
- 1930: Sergei Kowaljow, Biologe, sowjetischer Dissident, russischer Politiker
- 1930: Kurt-Josef Veeser, deutscher Brigadegeneral
- 1930: Tom Wolfe, US-amerikanischer Schriftsteller, Journalist, Kunst- und Architekturkritiker

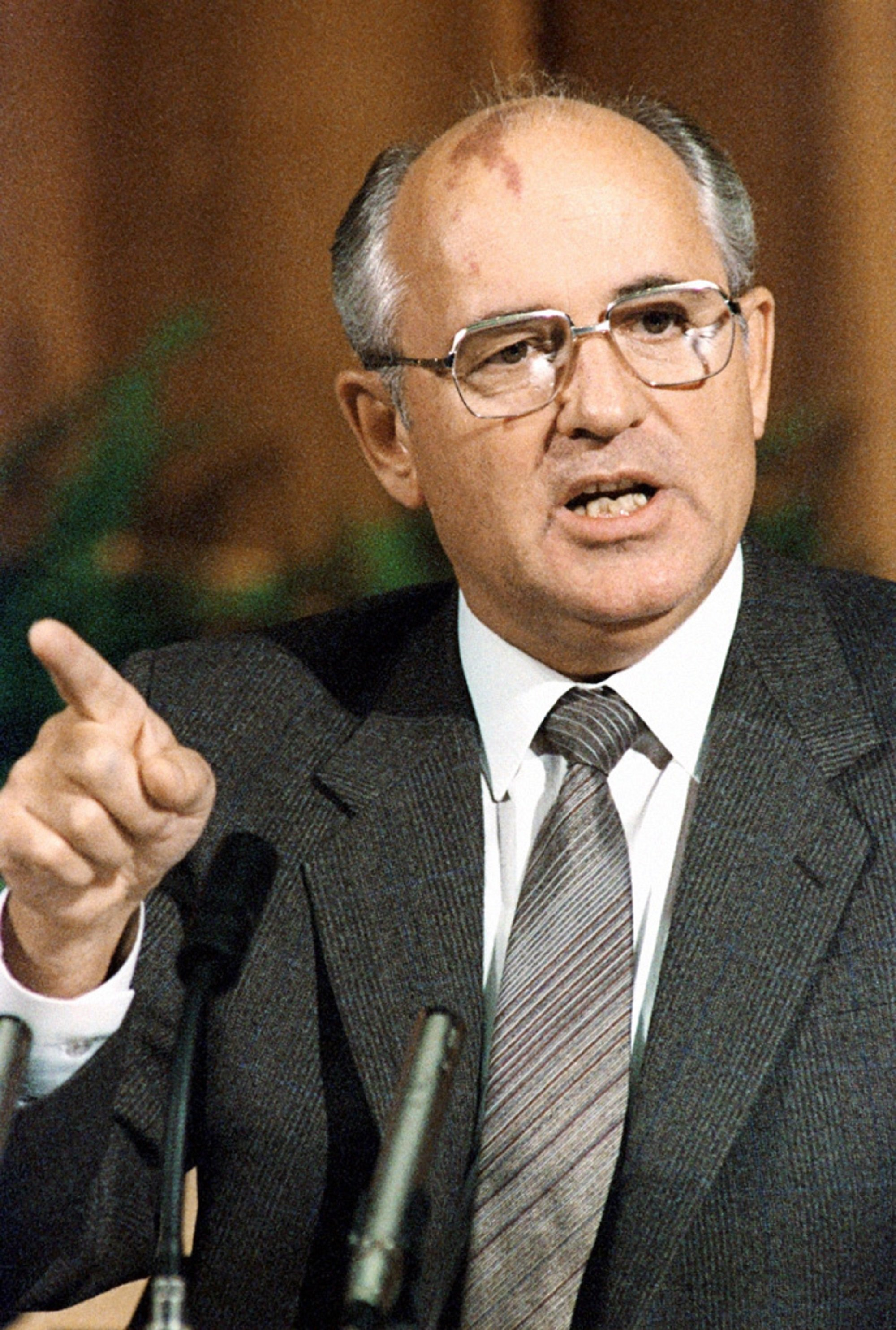
Michail Gorbatschow (* 1931)

- 1931: Michail Sergejewitsch Gorbatschow, russischer Politiker, Generalsekretär des ZK der KPdSU in der Sowjetunion, Präsident, Friedensnobelpreisträger
- 1931: Guy Husson, französischer Hammerwerfer
- 1931: Franz Matter, Schweizer Schauspieler und Regisseur
- 1931: Ottokar Uhl, österreichischer Architekt
- 1932: Jacob Austin, kanadischer Politiker
- 1932: Ernst Meyer, dänischer Schauspieler
- 1932: Barclay Palmer, britischer Leichtathlet
- 1932: Josef Šorm, tschechoslowakischer Volleyballspieler
- 1933: Robert Abbott, US-amerikanischer Spieleautor
- 1933: Anthea Askey, britische Schauspielerin
- 1933: Wera Paintner, deutsche Schauspielerin und Esperantistin
- 1933: Peter Schlechtriem, deutscher Rechtswissenschaftler
- 1933: Nobuyoshi Tamura, japanischer Aikidō-Großmeister
- 1933: Werner Freund, deutscher Wolfsforscher
- 1934: Heinz-Wolfgang Kuhn, deutscher Theologe
- 1935: Horst Singer, deutscher Handballspieler
- 1936: Buell Neidlinger, US-amerikanischer Kontrabassist, Cellist und Hochschullehrer

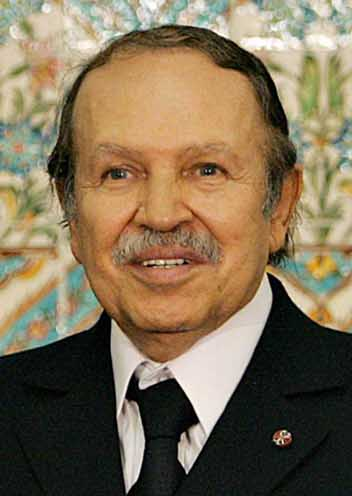
Abd al-Aziz Bouteflika (* 1937)

- 1937: Abd al-Aziz Bouteflika, algerischer Präsident
- 1938: Pierre Aguet, Schweizer Politiker
- 1938: Ricardo Lagos, chilenischer Politiker und Staatspräsident
- 1938: Egon Matzner, österreichischer Volkswirtschaftler und Finanzwissenschaftler
- 1938: Slawa Saizew, russischer Modemacher
- 1939: Marcelle Deschênes, kanadische Komponistin
- 1939: BarBara Luna, US-amerikanische Schauspielerin
- 1940: Juraj Beneš, slowakischer Komponist, Lehrer und Pianist
- 1940: Joyce Green, US-amerikanische Rockabilly-Musikerin
- 1940: Lothar de Maizière, deutscher Rechtsanwalt und Politiker, letzter Ministerpräsident der DDR, MdB, Bundesminister
- 1940: Klaus Rost, deutscher Ringer
- 1942: Jon Finch, britischer Schauspieler
- 1942: John Irving, US-amerikanischer Romanautor
- 1942: Adrian Metcalfe, britischer Leichtathlet
- 1942: Edgar Oehler, Schweizer Unternehmer und Politiker

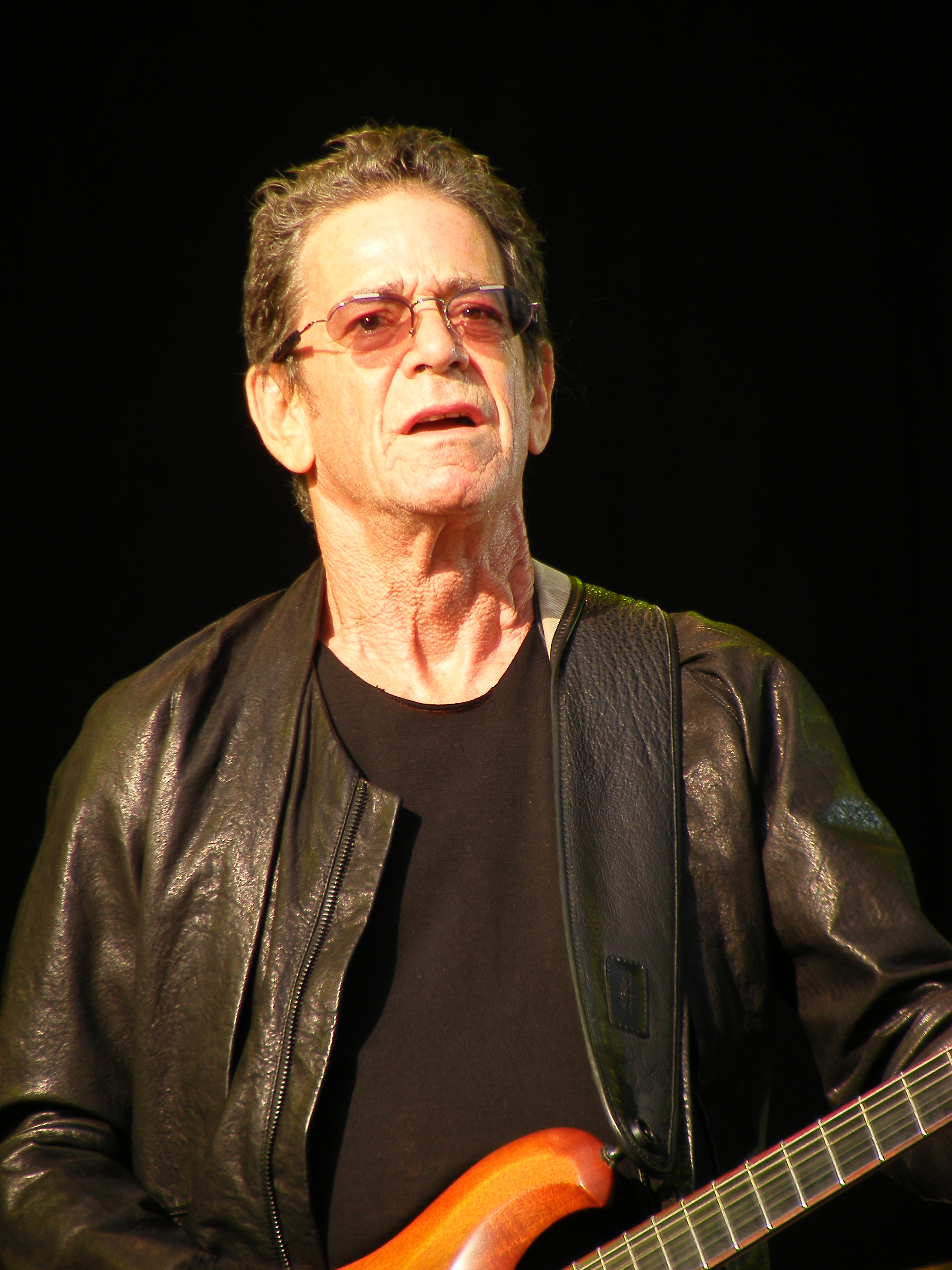
Lou Reed (* 1942)

- 1942: Lou Reed, US-amerikanischer Singer-Songwriter und Gitarrist (The Velvet Underground)
- 1943: Gabriele Gast, deutsch-deutsche Doppelagentin
- 1943: Tony Meehan, britischer Schlagzeuger und Produzent
- 1943: Peter Straub, US-amerikanischer Schriftsteller
- 1943: Giorgio Sacerdoti, italienischer Jurist, Hochschullehrer und Mitglied des WTO Appellate Body
- 1944: Uschi Glas, deutsche Schauspielerin
- 1944: Brian Packer, britischer Boxer
- 1944: Leif Segerstam, finnischer Komponist und Dirigent
- 1944ː Christine Wischer, deutsche Politikerin (SPD), MdBB, Senatorin
- 1945: Michal Bat-Adam, israelische Schauspielerin, Regisseurin und Drehbuchautorin
- 1945: Renato Berta, Schweizer Kameramann
- 1945: Peter Lerchbaumer, österreichischer Schauspieler
- 1945: Elias Ravian, papua-neuguineischer Vulkanologe
- 1945: Michel Eustache Vilaire, venezolanischer Chordirigent, Musikpädagoge und Komponist
- 1947: Michael Frenzel, deutscher Jurist und Manager (Preussag / TUI)
- 1947: Søren Kragh-Jacobsen, dänischer Regisseur
- 1947: Juri Matijassewitsch, russischer Mathematiker
- 1947: Nelson Ned, brasilianischer Singer-Songwriter
- 1947: Hans-Hermann Wendhausen, deutscher Politiker und MdL
- 1947: Wolfgang Wodarg, deutscher Politiker, MdB
- 1948: Larry Carlton, US-amerikanischer Jazz/Blues/Fusion-Gitarrist, Sänger und Musikproduzent
- 1948: Rory Gallagher, irischer Gitarrist
- 1948: Andrei Linde, russischer Kosmologe
- 1948: Werner Pieper, deutscher Verleger
- 1948: Achim Vandreike, deutscher Lokalpolitiker
- 1948: Dan Welcher, US-amerikanischer Musiker und Komponist
- 1949: Libero Gerosa, Schweizer römisch-katholischer Theologe und Kirchenrechtler
- 1949: Gates McFadden, US-amerikanische Schauspielerin
- 1949: Isabelle Mir, französische Skirennläuferin
- 1949: Antonio Vodanovic, chilenischer Fernsehmoderator und Journalist
- 1950: Karen Carpenter, US-amerikanische Sängerin

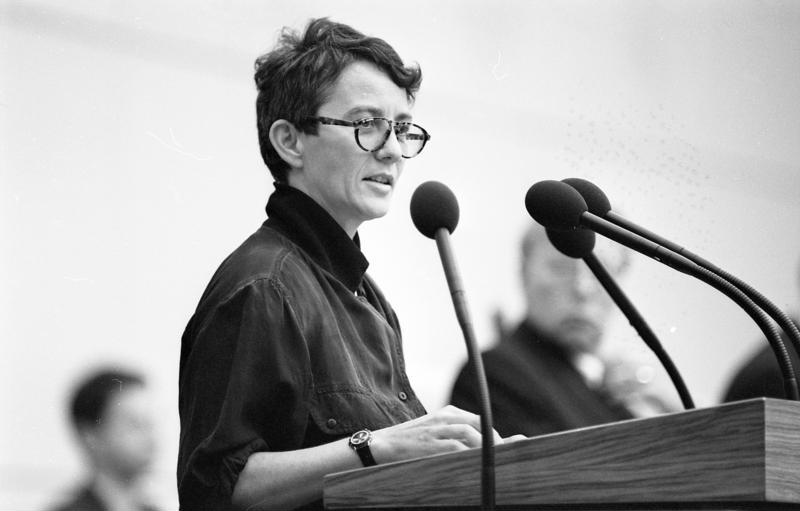
Anne Klein (* 1950)

- 1950: Anne Klein, deutsche Juristin und Politikerin, LGBT-Aktivistin
- 1950: Bernard Kręczyński, polnischer Radsportler
- 1950: Nick MacKenzie, niederländischer Sänger

#### 1951–1975
- 1951: Axel Breinlinger, deutscher Jurist
- 1951: Jan Gmyrek, polnischer Handballspieler und -trainer
- 1951: Dagmar Mühlenfeld, deutsche Kommunalpolitikerin, Oberbürgermeisterin von Mülheim an der Ruhr
- 1951: Erwin Hilbert, deutscher Maler, Buchautor und Liedermacher
- 1952: Nugsar Aschuba, abchasischer Politiker
- 1953: Ulrich Krüger, deutscher Jurist und Richter
- 1953: Petra Wernicke, deutsche Politikerin, MdL, Landesministerin
- 1954: Brigitte Holz, deutsche Architektin, Städtebauarchitektin und Stadtplanerin
- 1955: Shōkō Asahara, japanischer Sektengründer

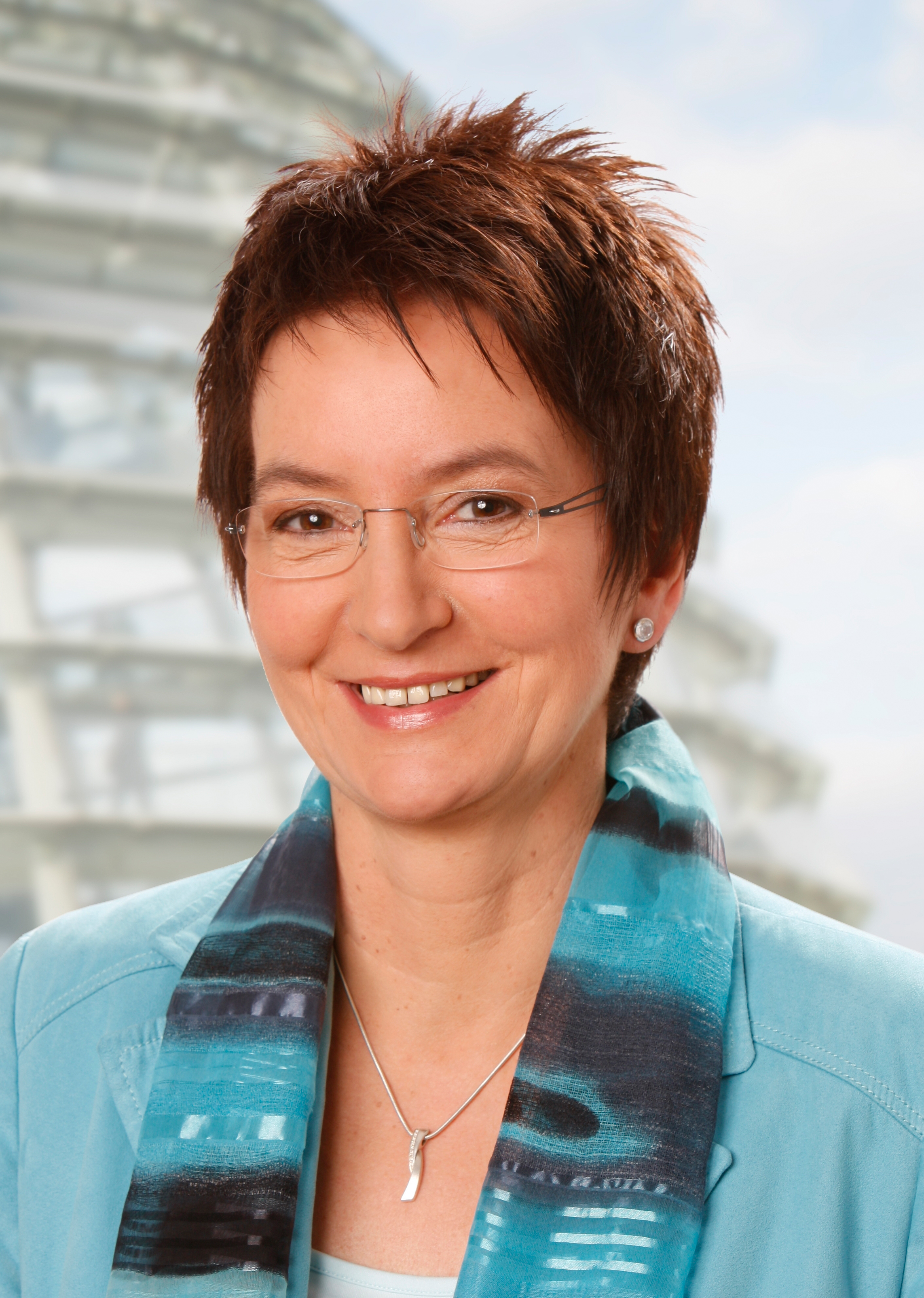
Ute Granold (* 1955)

- 1955: Ute Granold, deutsche Juristin und Politikerin, MdL, MdB
- 1956: Mark Evans, australischer Bassist (AC/DC)
- 1956: Karl Freller, deutscher Politiker, MdL
- 1956: Eduardo Rodríguez, bolivianischer Jurist und Politiker, Präsident
- 1957: Heinrich Schafmeister, deutscher Schauspieler und Sänger
- 1958: Kevin Curren, südafrikanischer Tennisspieler
- 1959: Meta Niederkorn, österreichische Historikerin
- 1959: Michael Quast, deutscher Schauspieler, Kabarettist, Regisseur und Produzent
- 1959: Larry Stewart, US-amerikanischer Countrysänger
- 1960: Lennart Ginman, dänischer Jazzbassist
- 1960: Roald Goethe, deutscher Unternehmer und Automobilrennfahrer
- 1960: Peter F. Hamilton, britischer Science-Fiction-Autor
- 1960: Frank Rohde, deutscher Fußballspieler und -trainer
- 1961: Ingeborg Gräßle, deutsche Politikerin, MdEP
- 1961: Simone Young, australische Dirigentin, Opernintendantin und Hochschulprofessorin
- 1962: Peter Andersson, schwedischer Eishockeyspieler und -trainer
- 1962: Dirk Aschmoneit, deutscher Triathlet und Ironman-Sieger

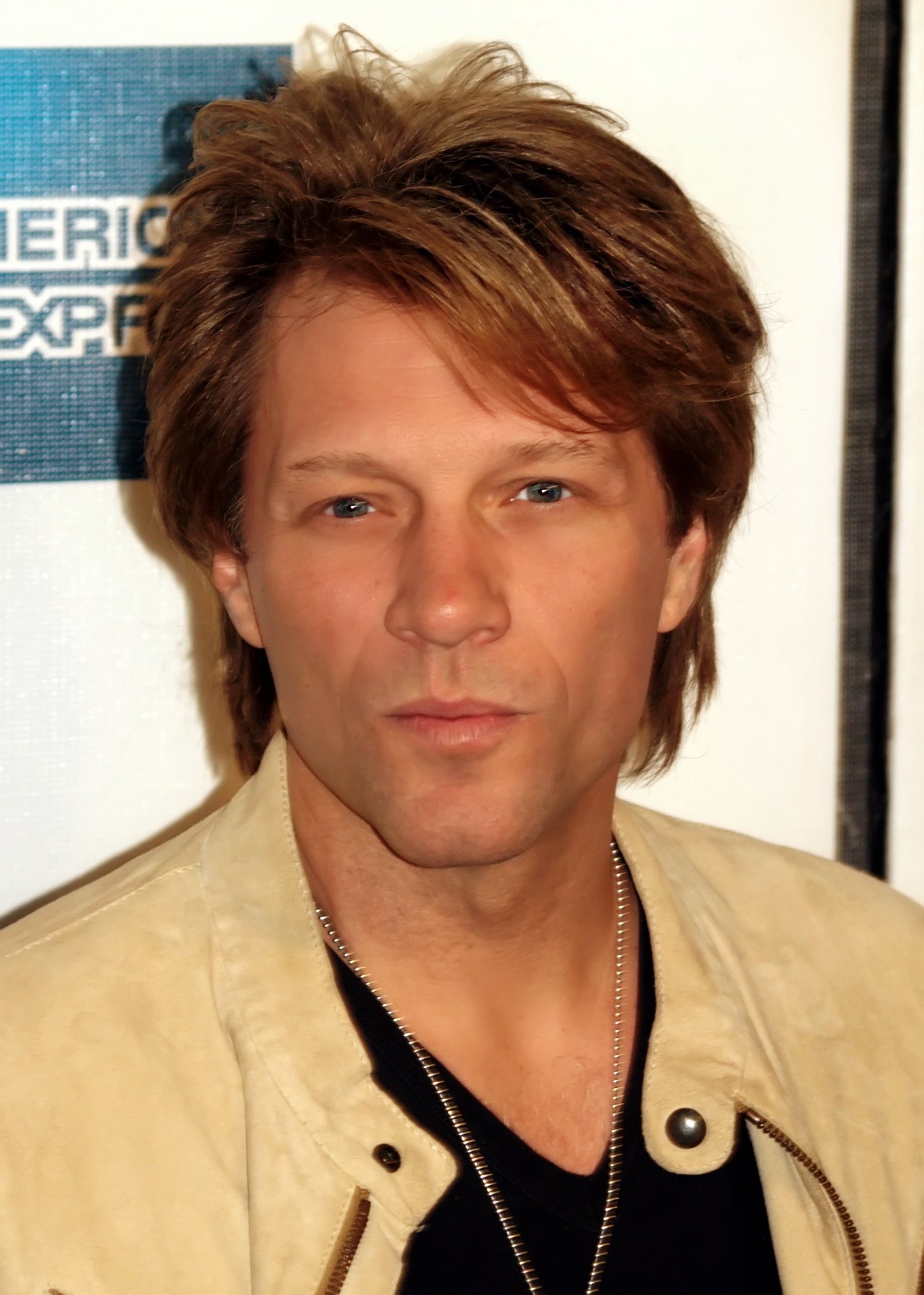
Jon Bon Jovi (* 1962)

- 1962: Jon Bon Jovi, US-amerikanischer Musiker (Bon Jovi) und Schauspieler
- 1962: Gilles Marchand, Generaldirektor der Schweizerischen Radio- und Fernsehgesellschaft
- 1962: Regula Rytz, Schweizer Politikerin
- 1962: Gabriele Tarquini, italienischer Automobilrennfahrer
- 1962: Federico Valerio Escobedo, mexikanischer Fußballspieler
- 1964: Alessandro Benetton, italienischer Unternehmer
- 1964: Inés Camilloni, argentinische Klimawissenschaftlerin und Professorin
- 1964: Marco Schädler, Liechtensteiner Komponist
- 1965: Wolfgang Muthspiel, österreichischer Gitarrist und Komponist
- 1966: Alexandra Coelho Ahndoril, schwedische Schriftstellerin und Literaturkritikerin
- 1966: David Gill, deutscher Verwaltungsjurist, Diplomat und ehemaliger Chef des Bundespräsidialamtes
- 1966: Frank Steffel, deutscher Unternehmer und Politiker, MdL, MdB
- 1967: Dietrich Birk, deutscher Politiker, MdL
- 1967: Sean Olsson, britischer Bobfahrer
- 1968: Daniel Craig, britischer Schauspieler
- 1968: Chris Hülsbeck, deutscher Spieleentwickler und Musiker
- 1969: Ben Oxenbould, australischer Schauspieler und Comedian
- 1969: Corinna Schumacher, deutsche Reining-Westernreiterin
- 1970: Alexander Armstrong, britischer Schauspieler, Fernsehmoderator und Komiker
- 1970: Gaël Lesoudier, französischer Automobilrennfahrer
- 1970: Ciriaco Sforza, Schweizer Fußballspieler
- 1971: Stefano Lelio Beniamino Accorsi, italienischer Schauspieler
- 1971: Christian Eigner, österreichischer Schlagzeuger
- 1971: Roman Gregory, österreichischer Musiker und Moderator

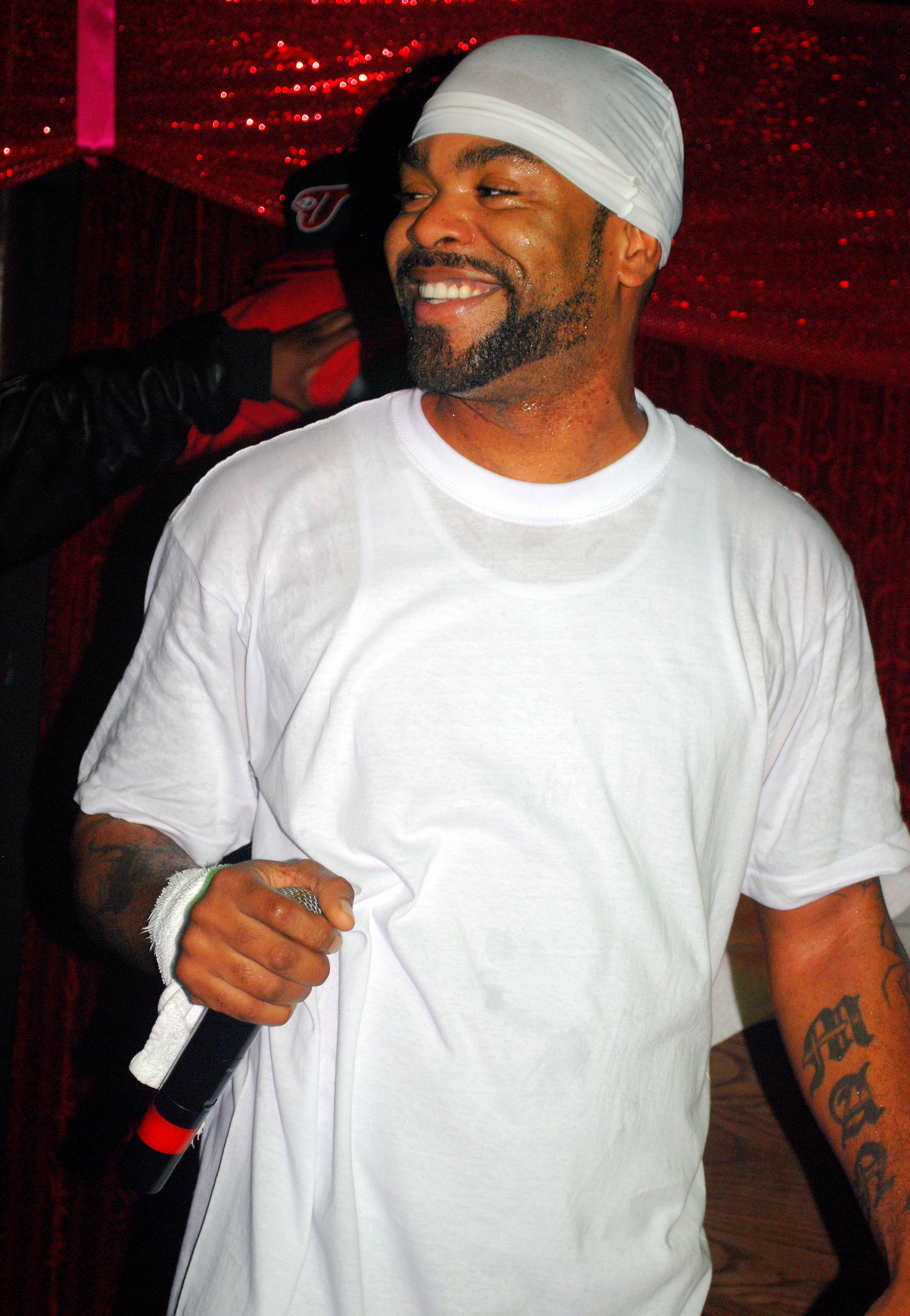
Method Man (* 1971)

- 1971: Method Man, US-amerikanischer Rapper
- 1972: Tim Bergmann, deutscher Schauspieler
- 1972: Mauricio Pochettino, argentinischer Fußballspieler und -trainer
- 1973: Dejan Bodiroga, serbischer Basketballspieler
- 1973: Max van Heeswijk, niederländischer Radrennfahrer
- 1973: Trevor Sinclair, englischer Fußballspieler
- 1973: Markus Wittner, österreichischer Freestyle-Skier
- 1974: Marcel Jenni, Schweizer Eishockeyspieler
- 1974: Ante Razov, US-amerikanischer Fußballspieler
- 1975: Noriyuki Haga, japanischer Motorradrennfahrer

#### 1976–2000
- 1976: França, brasilianischer Fußballspieler
- 1976: Brigitte Hobmeier, deutsche Schauspielerin
- 1976: Florencia de la V, argentinischer Schauspieler, Humorist und Travestie-Künstler

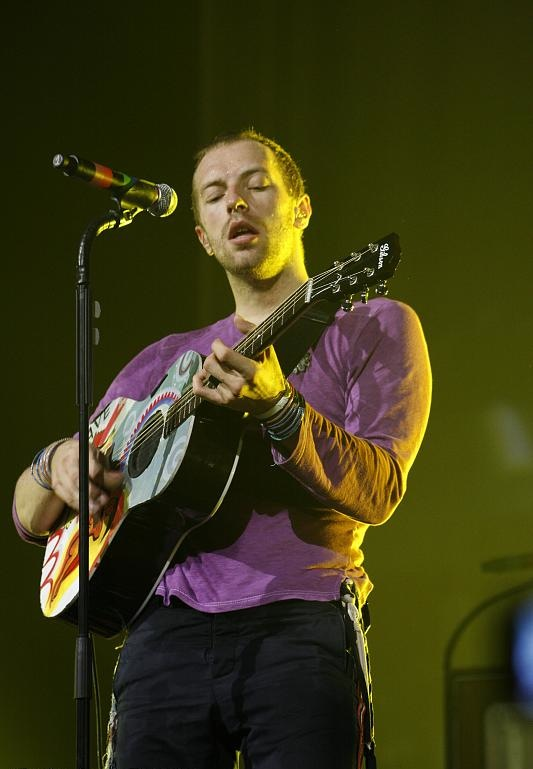
Chris Martin (* 1977)

- 1977: Chris Martin, britischer Musiker (Coldplay)
- 1977: Gjoko Taneski, mazedonischer Sänger
- 1978: Radoslav Antl, slowakischer Handballspieler
- 1979: Juan Pablo Alfaro, mexikanischer Fußballspieler
- 1979: Michael Bakos, deutscher Eishockeyspieler
- 1979: Damien Duff, irischer Fußballspieler
- 1979: Daniela Piedade, brasilianische Handballspielerin
- 1979: Francesco Tavano, italienischer Fußballspieler
- 1980: Édson de Jesus Nobre, angolanischer Fußballspieler
- 1981: Bryce Dallas Howard, US-amerikanische Schauspielerin
- 1982: Pilou Asbæk, dänischer Schauspieler
- 1982: Kevin Kurányi, deutscher Fußballspieler
- 1982: Kathy Radzuweit, deutsche Volleyballspielerin
- 1983: Igor Antón, spanischer Profi-Radrennfahrer
- 1983: Lisandro López, argentinischer Fußballspieler
- 1983: Clara Woltering, deutsche Handballspielerin
- 1984: Blandine Bellavoir, französische Schauspielerin
- 1984: Elizabeth Jagger, britisch-US-amerikanisches Fotomodell
- 1984: Stefan Thurnbichler, österreichischer Skispringer
- 1986: Jennifer Oster, deutsche Fußballspielerin
- 1987: Jonas Jerebko, schwedischer Basketballspieler
- 1987: Lisa Rashid, englische Fußballschiedsrichterassistentin
- 1988: James Arthur, britischer Sänger, Musiker und Rapper

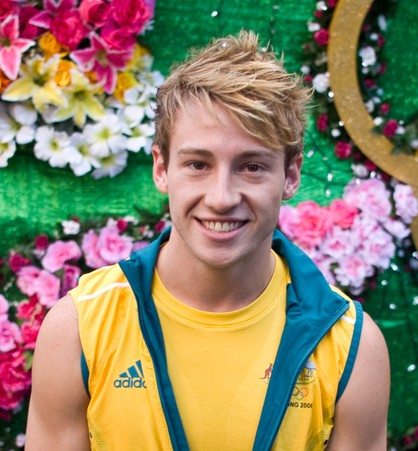
Matthew Mitcham (* 1988)

- 1988: Matthew Mitcham, australischer Kunst- und Turmspringer
- 1988: MontanaBlack, deutsch-türkischer Webvideoproduzent und Livestreamer
- 1988: Dean Smith, britischer Automobilrennfahrer
- 1988: Dexter Pittman, US-amerikanischer Basketballspieler
- 1988: Simon Terodde, deutscher Fußballspieler
- 1989: Toby Alderweireld, belgischer Fußballspieler
- 1989: Marcel Hirscher, österreichischer Skirennläufer
- 1989: Niklas Osterloh, deutscher Schauspieler
- 1990: Luis Advíncula, peruanischer Fußballspieler
- 1990: Soufian Benyamina, deutscher Fußballspieler
- 1990: Adderly Fong, hongkong-chinesischer Automobilrennfahrer
- 1990: Niklas Liepe, deutscher Geiger
- 1990: Marc Rzatkowski, deutscher Fußballspieler
- 1990: Dardan Sadik, kosovarisch-schweizerischer Schauspieler
- 1991: Kofi Danning, australischer Fußballspieler
- 1991: Marc Hornschuh, deutscher Fußballspieler
- 1993: Bogdan Radivojević, serbischer Handballspieler
- 1995: Matthew Di Leo, kanadischer Automobilrennfahrer
- 1995: Veronica Dunne, amerikanische Schauspielerin
- 1995: Morgan Klimchuk, kanadischer Eishockeyspieler
- 1996: Alexander Angerer, deutscher Basketballspieler
- 1996: Alessandro Fedeli, italienischer Radrennfahrer
- 1997: Becky G, US-amerikanische Sängerin
- 1998: Jasper Philipsen, belgischer Radrennfahrer
- 1999: Joanna Jakieła, polnische Biathletin
- 2000: Marco Frigo, italienischer Radrennfahrer
- 2000: Illan Meslier, französischer Fußballtorwart
- 2000: Mateu Morey, spanischer Fußballspieler

### 21. Jahrhundert
- 2001: Harry Clarke, englischer Fußballspieler
- 2001: Lea Meier, Schweizer Biathletin
- 2001: Žak Mogel, slowenischer Skispringer
- 2006: Bazoumana Touré, ivorischer Fußballspieler
- 2016: Oscar von Schweden, schwedischer Adliger

## Gestorben

### Vor dem 16. Jahrhundert
- 0672: Chad, angelsächsischer Bischof von York und von Lichfield
- 0968: Wilhelm, Erzbischof von Mainz
- 0986: Lothar, König von Frankreich
- 1009: Mokjong, 7. König des Goryeo-Reiches in Korea
- 1104: Bernhard I. von Scheyern, Vogt von Freising, Weihenstephan und Tegernsee
- 1122: Florens II., Graf von Holland
- 1123: Reinhard von Blankenburg, Bischof von Halberstadt
- 1127: Karl I., Graf von Flandern
- 1184: Pilgrim, Bischof von Olmütz
- 1254: Hermann I. von Lobdeburg, Bischof von Würzburg
- 1312: Albrecht III. von Leisnig, Bischof von Meißen
- 1316: Marjorie Bruce, Tochter des schottischen Königs Robert I.
- 1333: Władysław I. Ellenlang, Herzog von Krakau und König von Polen
- 1348: Willekin Pape, Bischof von Schwerin
- 1464: Dieter VI. von Angelach-Angelach, deutscher Adliger, Reichsritter und Amtmann
- 1476: Louis de Chalon-Châtel-Guyon, burgundischer Militär

### 16. und 17. Jahrhundert
- 1540: Hieronymus Dungersheim, deutscher Theologe und Rektor der Universität Leipzig
- 1543: John Nevill, 3. Baron Latymer, englischer Adeliger und Politiker
- 1559: Konrad Scheuber, Schweizer Landammann, Richter und Eremit
- 1573: Johann Wilhelm I., erster Herzog von Sachsen-Weimar
- 1576: Georg Kleefeld, Danziger Bürgermeister
- 1581: Hilmar von Quernheim, westfälischer Adeliger
- 1589: Alessandro Farnese, italienischer Kardinal
- 1606: Martin Moller, deutscher Mystiker, Erbauungsschriftsteller und Kirchenlieddichter
- 1611: Ernst II., Herzog zu Braunschweig und Lüneburg, Fürst von Lüneburg
- 1618: Robert Abbot, englischer Geistlicher, Bischof von Salisbury
- 1619: Anna von Dänemark, Ehefrau von Jakob I., Königin von England, Schottland und Irland
- 1624: Johann Georg von Brandenburg, Herzog von Jägerndorf und Administrator des Bistums Straßburg
- 1625: James Hamilton, 2. Marquess of Hamilton, schottischer Adeliger
- 1643: Robert Greville, 2. Baron Brooke, General im Englischen Bürgerkrieg auf Seiten der Republikaner
- 1649: Maria von Österreich, Erzherzogin aus dem Hause Habsburg
- 1672: Christoph Gumpp der Jüngere, österreichischer Hofbaumeister und Hoftischler
- 1674: Johann Heinrich Hummel, Schweizer evangelischer Geistlicher
- 1679: Johann Thomasius, deutscher Rechtswissenschaftler, Staatsmann und Dichter
- 1682: Hildebrand Christoph, Stammvater derer von Hardenberg

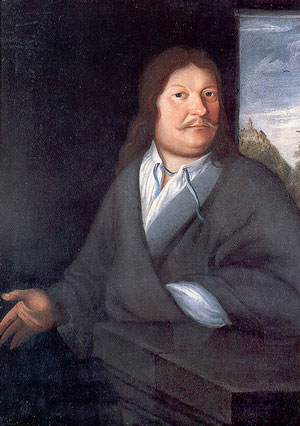
Johann Ambrosius Bach († 1695)

- 1695: Johann Ambrosius Bach, deutscher Musiker
- 1697: Johann Schulte, deutscher Jurist und Bürgermeister von Hamburg

### 18. Jahrhundert
- 1711: Adam Herold, deutscher Pädagoge und evangelischer Theologe
- 1712: Lorenzo Magalotti, italienischer Gelehrter, Dichter und Diplomat
- 1714: Philipp Cuno von Bassewitz, mecklenburgischer Landrat und Provisor des Klosters Dobbertin
- 1725: José Benito de Churriguera, spanischer Bildhauer, Bildschnitzer und Baumeiste
- 1729: Peter van Dievoet, Brüsseler Bildhauer
- 1734: Domenico Trezzini, Schweizer Architekt in Russland
- 1734: Friedrich Wilhelm II., Fürst von Nassau-Siegen
- 1743: Michael Kulenkamp, deutscher Jurist
- 1749: Johann Friedrich Rock, deutscher Pietist und Mystiker
- 1755: Louis de Rouvroy, Herzog von Saint-Simon, französischer Politiker und Schriftsteller
- 1758: Johann Baptist Zimmermann, deutscher Maler und Stuckateur des Barock
- 1761: Anna Maria Christmann, deutsche Soldatin
- 1772: Johann Berenberg, deutsche Bankier, Kunstsammler und  Mäzen
- 1779: Karim Khan-e Zand, Herrscher von Persien
- 1781: Michael Schüppach, Schweizer Chirurg und Mediziner, Apotheker und Kurarzt
- 1788: Salomon Gessner, Schweizer Idyllendichter, Maler und Grafiker
- 1791: John Wesley, britischer Erweckungsprediger, Begründer der methodistischen Tradition
- 1793: Carl Gustaf Pilo, schwedisch-dänischer Porträtmaler
- 1794: Ludwig, letzter regierender Fürst von Nassau-Saarbrücken
- 1795: Johann Nicolaus Schrage, deutscher evangelischer Theologe
- 1797: Horace Walpole, 4. Earl of Orford, britischer Schriftsteller, Politiker und Künstler

### 19. Jahrhundert
- 1817: Giacomo Quarenghi, italienisch-russischer Architekt und Maler
- 1822: Friedrich Christian Hermann Uber, deutscher Komponist und Kreuzkantor in Dresden

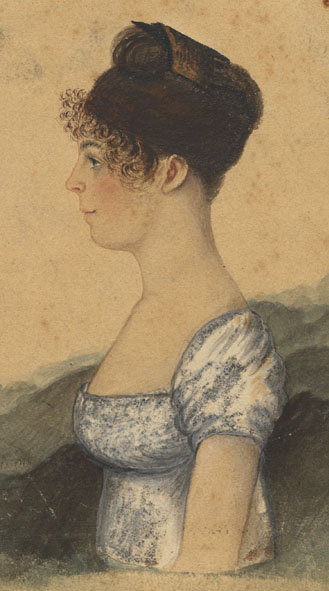
Susanna Rowson († 1824)

- 1824: Susanna Rowson, US-amerikanische Schriftstellerin und Schauspielerin

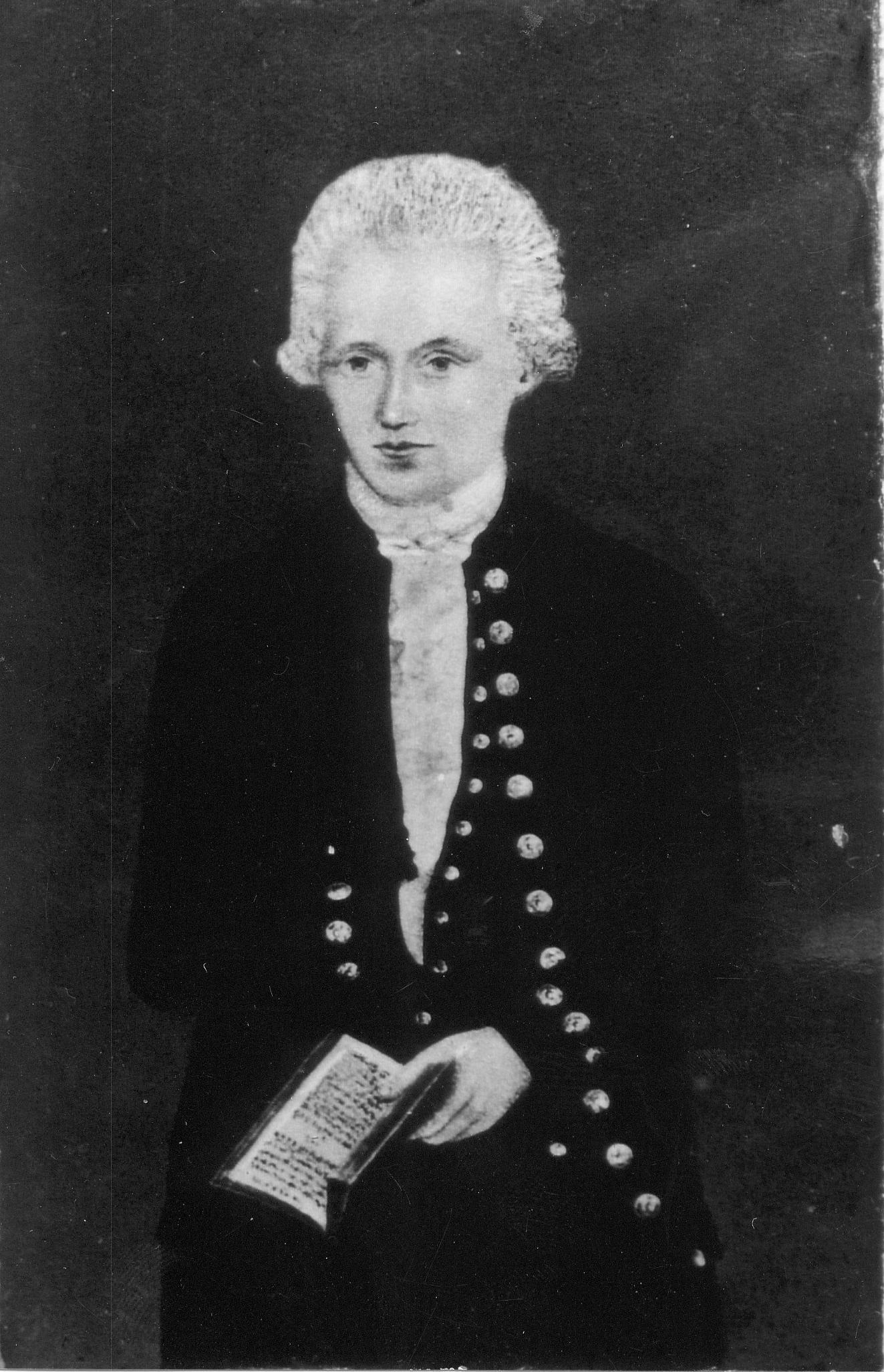
Karl Gottfried Hagen († 1829)

- 1829: Karl Gottfried Hagen, deutscher Pharmazeut und naturwissenschaftlicher Universalgelehrter
- 1829: Josefa Ortiz de Domínguez, mexikanische Nationalheldin
- 1830: Samuel Thomas von Soemmerring, deutscher Anatom, Anthropologe, Paläontologe und Erfinder, Entdecker des „gelben Flecks“ im Auge
- 1833: Anthony New, US-amerikanischer Politiker
- 1834: José Cecilio Díaz del Valle, Präsident der Zentralamerikanischen Konföderation
- 1835: Franz II. Joseph Karl, letzter Kaiser des Heiligen Römischen Reiches Deutscher Nation, Kaiser von Österreich
- 1838: Ludwig Abeille, deutscher Pianist und Komponist
- 1839: Eleazer Wheelock Ripley, US-amerikanischer General und Politiker
- 1840: Heinrich Wilhelm Olbers, deutscher Arzt und Astronom
- 1842: Robert Potter, US-amerikanischer Politiker
- 1844: Johann Baptist Stiglmaier, deutscher Erzgießer, Bildhauer, Maler und Medailleur
- 1847: Silas Wood, US-amerikanischer Professor, Jurist, Politiker und Schriftsteller
- 1852: Auguste Frédéric Louis Viesse de Marmont, französischer Feldherr
- 1855: Nikolaus I., russischer Zar
- 1856: George Welshman Owens, US-amerikanischer Politiker
- 1859: Johann Günther Friedrich Cannabich, deutscher Geograf, Pfarrer und Pädagoge
- 1867: Aaron Ward, US-amerikanischer Offizier, Jurist und Politiker
- 1868: Carl Eberwein, deutscher Musikdirektor und Dirigent
- 1874: Neil Arnott, schottischer Arzt
- 1874: Nathan K. Hall, US-amerikanischer Politiker und Jurist

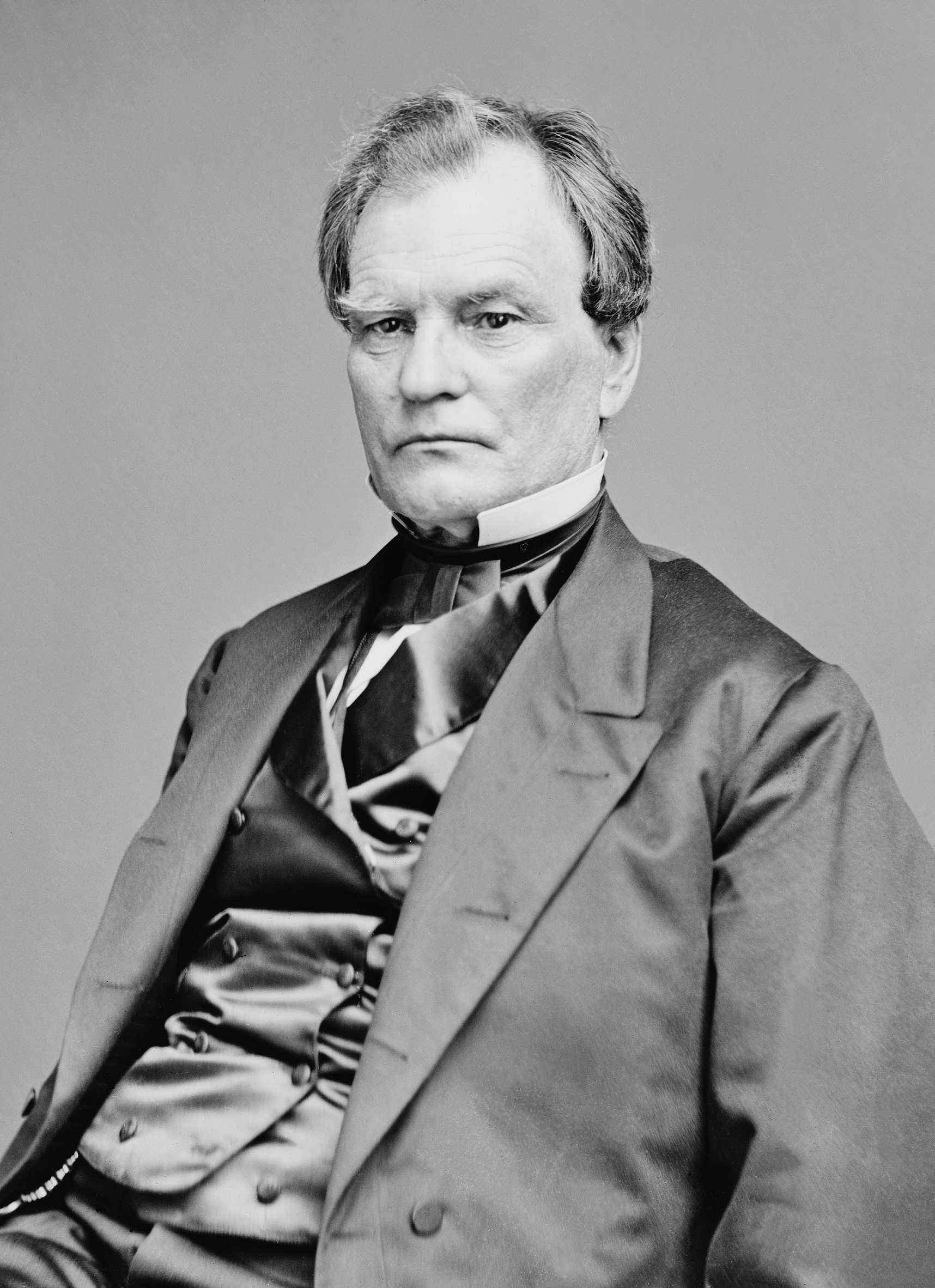
Benjamin Wade († 1878)

- 1878: Benjamin Wade, US-amerikanischer Politiker
- 1880: Moritz Auspitz, österreichischer Wundarzt und Chirurg
- 1880: Robert Latane Montague, US-amerikanischer Politiker und Jurist
- 1882: Louis Kufferath, deutscher Komponist
- 1883: Dudley McIver DuBose, US-amerikanischer Politiker und Brigadegeneral
- 1886: Charles Chalumeau, Schweizer Lehrer und Politiker
- 1886: Friedrich Wilhelm Winzer, deutscher Orgelbauer
- 1889: Friedrich Ludwig Niemann, deutscher Industrieller
- 1890: James E. English, US-amerikanischer Politiker
- 1892: Otto Glagau, deutscher Journalist und Schriftsteller
- 1894: Jubal Anderson Early, US-amerikanischer Offizier, General der Konföderierten im Amerikanischen Bürgerkrieg, Anwalt
- 1895: Ismail Pascha, Wali (Gouverneur) und Khedive (Vizekönig) der osmanischen Provinz Ägypten
- 1895: Berthe Morisot, französische Malerin des Impressionismus
- 1895: Angelika von Woringen, deutsche Malerin
- 1897: Erwin von Neipperg, österreichischer General
- 1899: Marie Louise Dustmann-Meyer, deutsche Opernsängerin (Sopran)
- 1900: Ludwig Held, österreichischer Schriftsteller und Librettist
- 1900: António de Serpa Pimentel, portugiesischer Politiker

### 20. Jahrhundert

#### 1901–1950
- 1907: Anton Baumann, deutscher Braumeister und Begründer des Kur- und Badewesens in Bad Schwartau
- 1909: August Overweg, deutscher Politiker und Sohn von Carl Overweg
- 1911: Friedrich Goll, Schweizer Orgelbauer

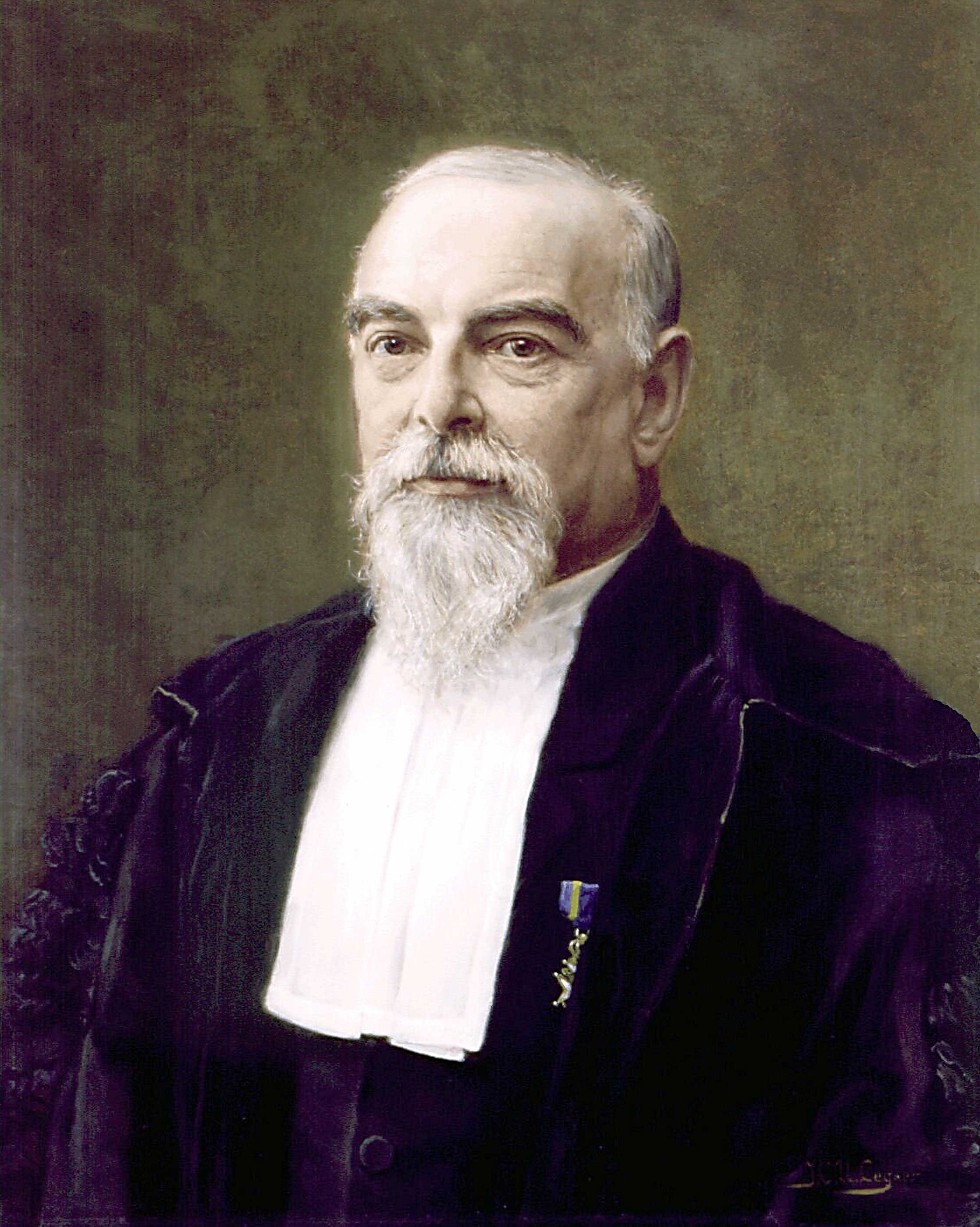
Hendrik Jacobus Hamaker († 1911)

- 1911: Hendrik Jacobus Hamaker, niederländischer Rechtswissenschaftler
- 1912: Vilém Mrštík, tschechischer Schriftsteller, Dramaturg, Übersetzer und Literaturkritiker
- 1914: Luman Hamlin Weller, US-amerikanischer Politiker
- 1916: Elisabeth zu Wied, Königin von Rumänien und Schriftstellerin unter dem Pseudonym Carmen Sylva
- 1917: Nikolai von Bünting, russischer Gouverneur
- 1917: Michael F. Conry, US-amerikanischer Jurist und Politiker
- 1919: Melchora Aquino, philippinische Revolutionärin
- 1921: Champ Clark, US-amerikanischer Politiker
- 1923: Joseph Martin, kanadischer Politiker
- 1925: Luigj Gurakuqi, albanischer Schriftsteller und Politiker
- 1925: Oskar Lenz, deutsch-österreichischer Afrikaforscher, Mineraloge und Geologe
- 1927: Jan Kašpar, tschechischer Ingenieur, erster Flugzeugkonstrukteur und Pilot in Tschechien
- 1927: Marie Lipsius, deutsche Schriftstellerin und Musikhistorikerin
- 1930: D. H. Lawrence, britischer Schriftsteller
- 1930: Richard Wilhelm, deutscher Sinologe, Theologe und Missionar
- 1931: Georg Schaumberg, deutscher Schriftsteller

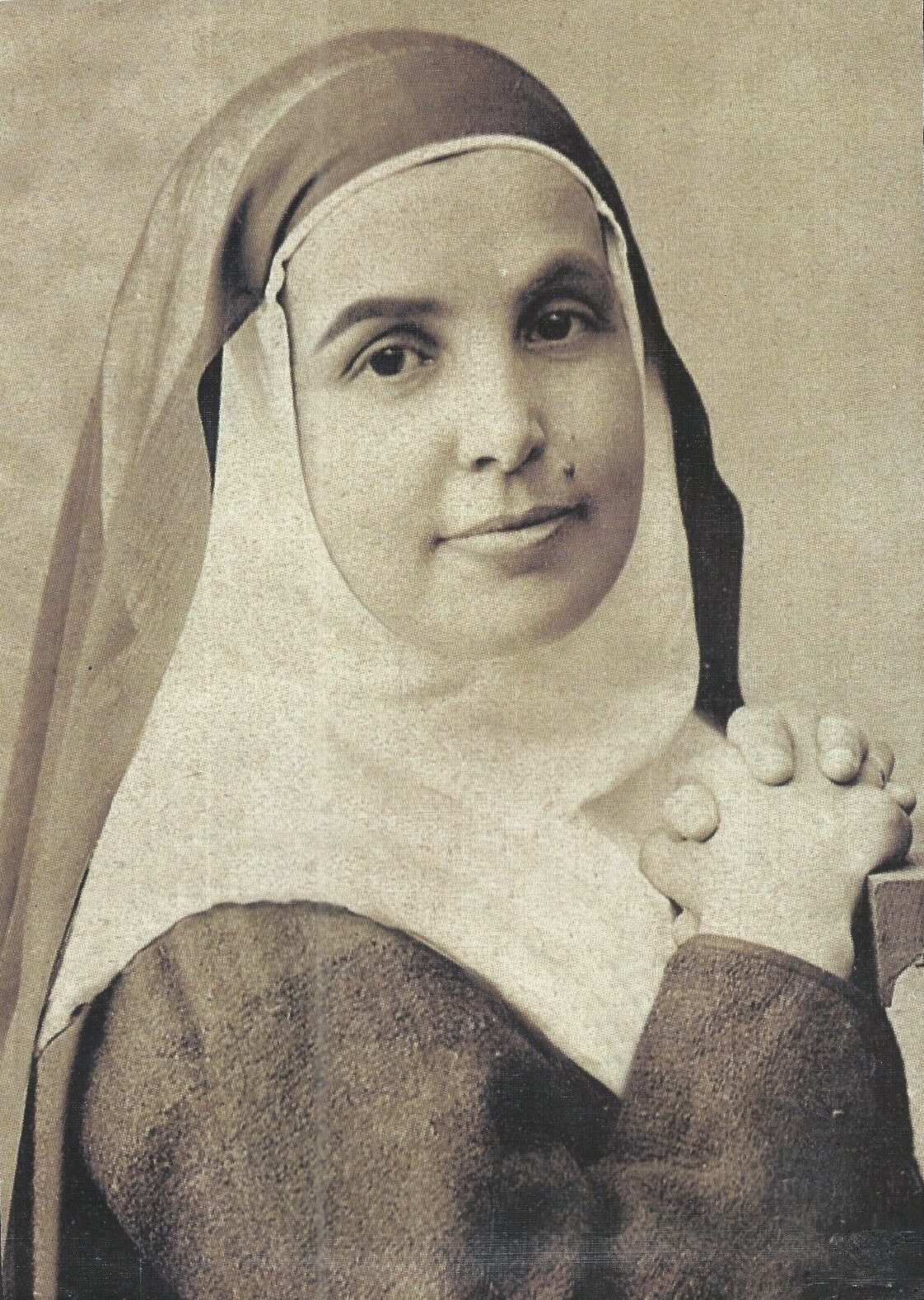
Ángela de la Cruz († 1932)

- 1932: Ángela de la Cruz, spanische Ordensgründerin
- 1933: Francis Alexander Anglin, kanadischer Richter
- 1935: Aennchen Schumacher, deutsche Gastronomin, Sammlerin studentischen Liedguts („Ännchen-Liederbuch“)
- 1937: Peter Bruckmann, deutscher Fabrikant
- 1938: Joe Crail, US-amerikanischer Politiker
- 1939: Howard Carter, britischer Archäologe und Ägyptologe
- 1942: Charlie Christian, US-amerikanischer Jazz-Gitarrist
- 1943: Tana Berghausen, jüdischer Säugling aus Bielefeld, Opfer des Holocaust

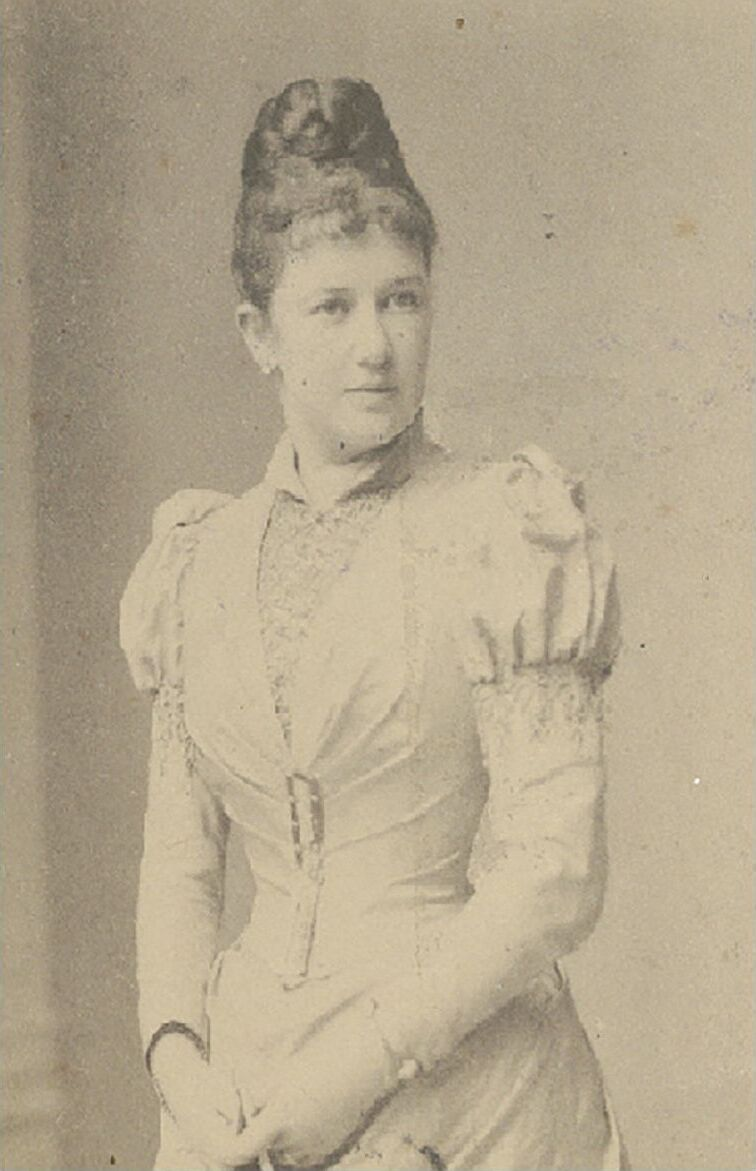
Gisela Januszewska († 1943)

- 1943: Gisela Januszewska, österreichische Ärztin, Opfer der Shoa
- 1944: Waldemar Geest, deutscher Flugzeugkonstrukteur
- 1944: Lucius Littauer, US-amerikanischer Politiker
- 1945: Emily Carr, kanadische Malerin und Schriftstellerin
- 1945: Jean-Baptiste Lemire, französischer Komponist
- 1947: Heinrich Goldemund, österreichischer Architekt, Stadtplaner und Baumanager
- 1948: Abraham Brill, US-amerikanischer Psychiater
- 1948: Adam Scharrer, deutscher Schriftsteller
- 1949: Pietro Ferrero, italienischer Konditor, Unternehmer und Gründer von Ferrero
- 1949: Arthur Gütt, deutscher Arzt und Eugeniker, SS-General und Hauptvertreter der NS-Rassenhygiene
- 1950: Marcel Frébourg, französischer Ruderer
- 1950: George Hively, US-amerikanischer Drehbuchautor und Filmeditor

#### 1951–2000
- 1951: Jakow Giljarijewitsch Etinger, sowjetischer Kardiologe
- 1952: Bernhard Lohmüller, deutscher Politiker, MdL, MdB
- 1953: Wilhelm Ernst, deutscher Geologe, Mineraloge und Paläontologe
- 1953: James Lightbody, US-amerikanischer Leichtathlet und Olympiasieger
- 1954: José Luis Sánchez Besa, chilenischer Luftfahrtpionier
- 1955: Hans Käslin, Schweizer Germanist, Lehrer und Übersetzer
- 1959: Yrjö Kilpinen, finnischer Komponist
- 1959: Adam McMullen, US-amerikanischer Politiker
- 1962: Wall Doxey, US-amerikanischer Politiker
- 1962: Walt Kiesling, US-amerikanischer American-Football-Spieler und -Trainer
- 1962: Alexander Lion, deutscher Arzt, Mitbegründer der deutschen Pfadfinderbewegung
- 1964: Augustin Krist, tschechoslowakischer Fußballschiedsrichter und Sportfunktionär

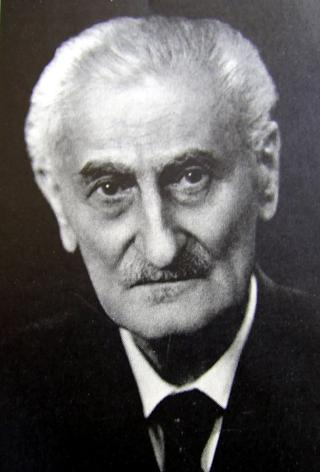
Micheil Zereteli († 1965)

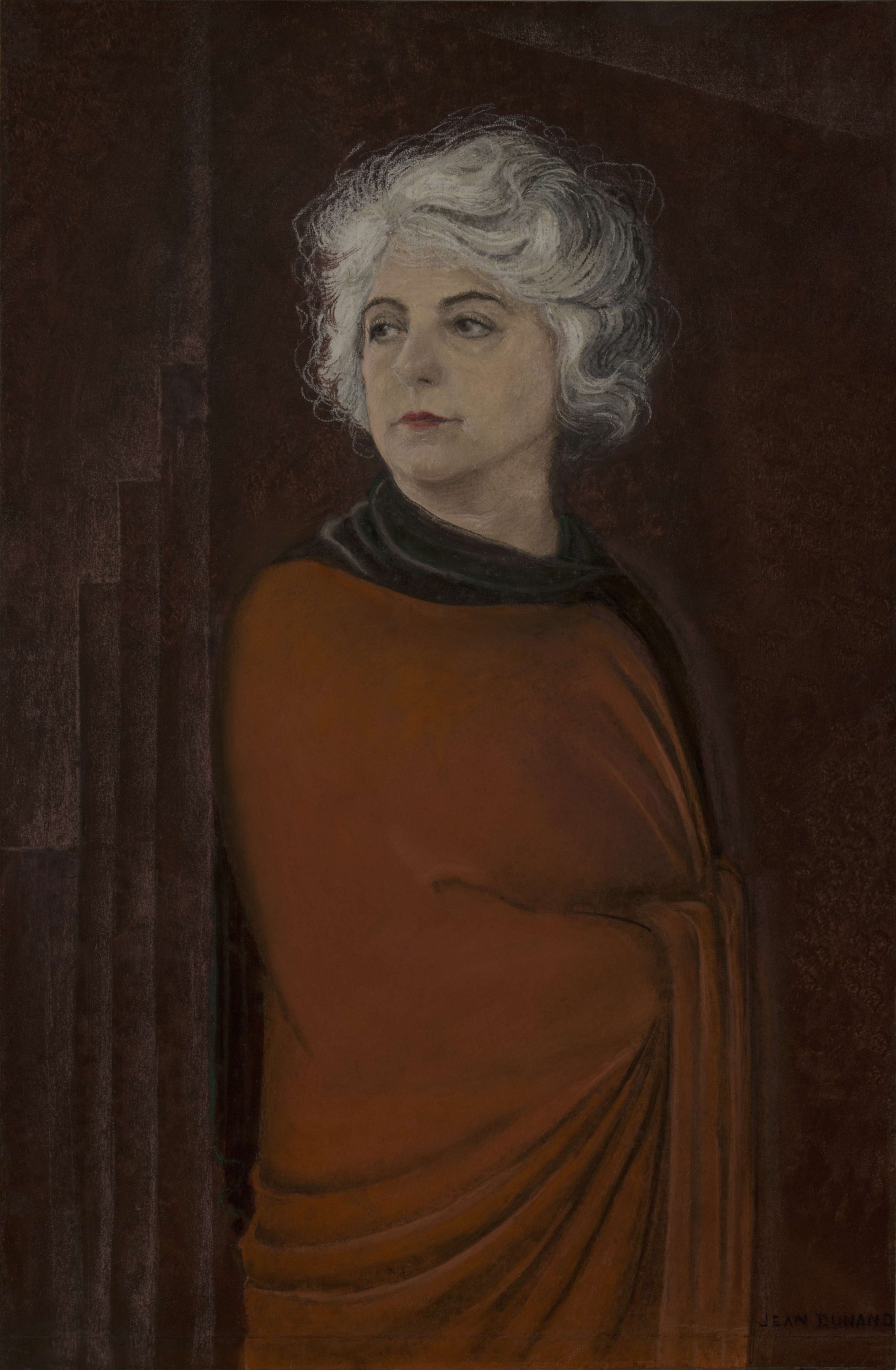
Madeleine Vionnet († 1975)

- 1965: Micheil Zereteli, georgischer Historiker und Diplomat
- 1966: Charles Duverger, französischer Automobilrennfahrer
- 1966: Théodore Le Du, französischer Automobilrennfahrer
- 1967: Jean Fellot, französischer Organist und Musikpädagoge
- 1967: Albert Gladstone, britischer Ruderer und Olympiasieger
- 1967: Hans Ledwinka, österreichischer Autokonstrukteur
- 1968: Rita Öhquist, deutsche Übersetzerin
- 1969: Walter Müller, österreichischer Schauspieler
- 1971: Lili Wieruszowski, deutsch-Schweizer Komponistin, Organistin und Musikpädagogin
- 1972: Clifford Coffin, US-amerikanischer Fotograf
- 1972: Robert Meyn, deutscher Schauspieler, Theaterintendant
- 1972: Léo-Ernest Ouimet, kanadischer Kinodirektor, Filmverleiher und -produzent
- 1972: Elmer Raguse, US-amerikanischer Tontechniker
- 1972: Erna Sack, deutsche Sopranistin
- 1972: Thomas Weisbecker, deutscher Terrorist und Mitglied der Bewegung 2. Juni
- 1973: Alina Szapocznikow, polnische Bildhauerin
- 1974: Salvador Puig Antich, spanischer Anarchist
- 1974: Pius Hollenstein, österreichischer Turner
- 1974: Georg Michael Welzel, DDR-Flüchtling, eines der letzten Opfer der Todesstrafe in Spanien
- 1975: Milagros Leal, spanische Schauspielerin
- 1975: Murano Shirō, japanischer Lyriker
- 1975: Madeleine Vionnet, französische Modedesignerin
- 1976: Adolf Maurer, Schweizer Theologe und Schriftsteller
- 1977: Gerta Overbeck, deutsche Malerin, Vertreterin der Neuen Sachlichkeit
- 1978: Heinrich Runte, deutscher Kommunalpolitiker, Oberbürgermeister von Ingolstadt
- 1978: Hans Schmitt-Rost, deutscher Autor und Verwaltungsbeamter
- 1980: Jarosław Iwaszkiewicz, polnischer Schriftsteller
- 1980: Norbert Schlesinger, österreichischer Architekt
- 1981: Thomas Hamilton-Brown, südafrikanischer Boxer
- 1981: George E. Outland, US-amerikanischer Politiker
- 1981: Fridolin Stier, deutscher Bibelübersetzer
- 1982: Philip K. Dick, US-amerikanischer Schriftsteller
- 1984: Alexander Brändle, deutscher Schriftsteller
- 1987: Randolph Scott, US-amerikanischer Filmschauspieler
- 1989: Gert Adriani, deutscher Kunsthistoriker
- 1989: Lew Potjomkin, sowjetischer Schauspieler und Synchronsprecher
- 1991: Arthur Attwell, britischer Theologe
- 1991: Serge Gainsbourg, französischer Chanson-Dichter, -Komponist und -Sänger
- 1991: Josef Stalder, Schweizer Turner
- 1992: Heinz Abraham, deutscher Politiker
- 1992: Sandy Dennis, US-amerikanische Schauspielerin
- 1993: Ryszard Kwiatkowski, polnischer Komponist
- 1993: Annemarie Schradiek, deutsche Schauspielerin
- 1996: Walter Kaaden, deutscher Ingenieur
- 1997: J. Carson Mark, US-amerikanischer Mathematiker und Physiker
- 1997: Martin Smith, britischer Schlagzeuger
- 1998: Marcus Adeney, kanadischer Cellist, Komponist, Musikpädagoge und Schriftsteller
- 1998: Robert A. Grant, US-amerikanischer Jurist und Politiker
- 1999: Dusty Springfield, britische Soulsängerin
- 1999: Manfred Vollack, deutscher Sachbuchautor
- 2000: Arlene Pach, kanadische Pianistin und Musikpädagogin
- 2000: Sandra Schmirler, kanadische Curlerin, Olympiasiegerin
- 2000: Franz Stadler, deutscher Verbandsfunktionär, Präsident des ADAC
- 2000: Charles E. Wiggins, US-amerikanischer Jurist und Politiker

### 21. Jahrhundert
- 2001: Hans Nicklisch, deutscher Schriftsteller und Übersetzer
- 2001: William Stratton, US-amerikanischer Politiker
- 2002: Thomas Owen, belgischer Schriftsteller
- 2002: Halfdan Rasmussen, dänischer Lyriker
- 2002: Fritz-Rudolf Schultz, deutscher Politiker, MdL, MdB, Wehrbeauftragter des deutschen Bundestags
- 2003: Antonio Arellano Durán, venezolanischer Bischof
- 2003: Hank Ballard, US-amerikanischer Sänger
- 2003: Malcolm Williamson, australischer Komponist
- 2004: Mercedes McCambridge, US-amerikanische Schauspielerin
- 2005: Djamel Amrani, algerischer Schriftsteller und Freiheitskämpfer
- 2005: Ivan Parík, slowakischer Komponist
- 2005: Richter Roegholt, niederländischer Historiker

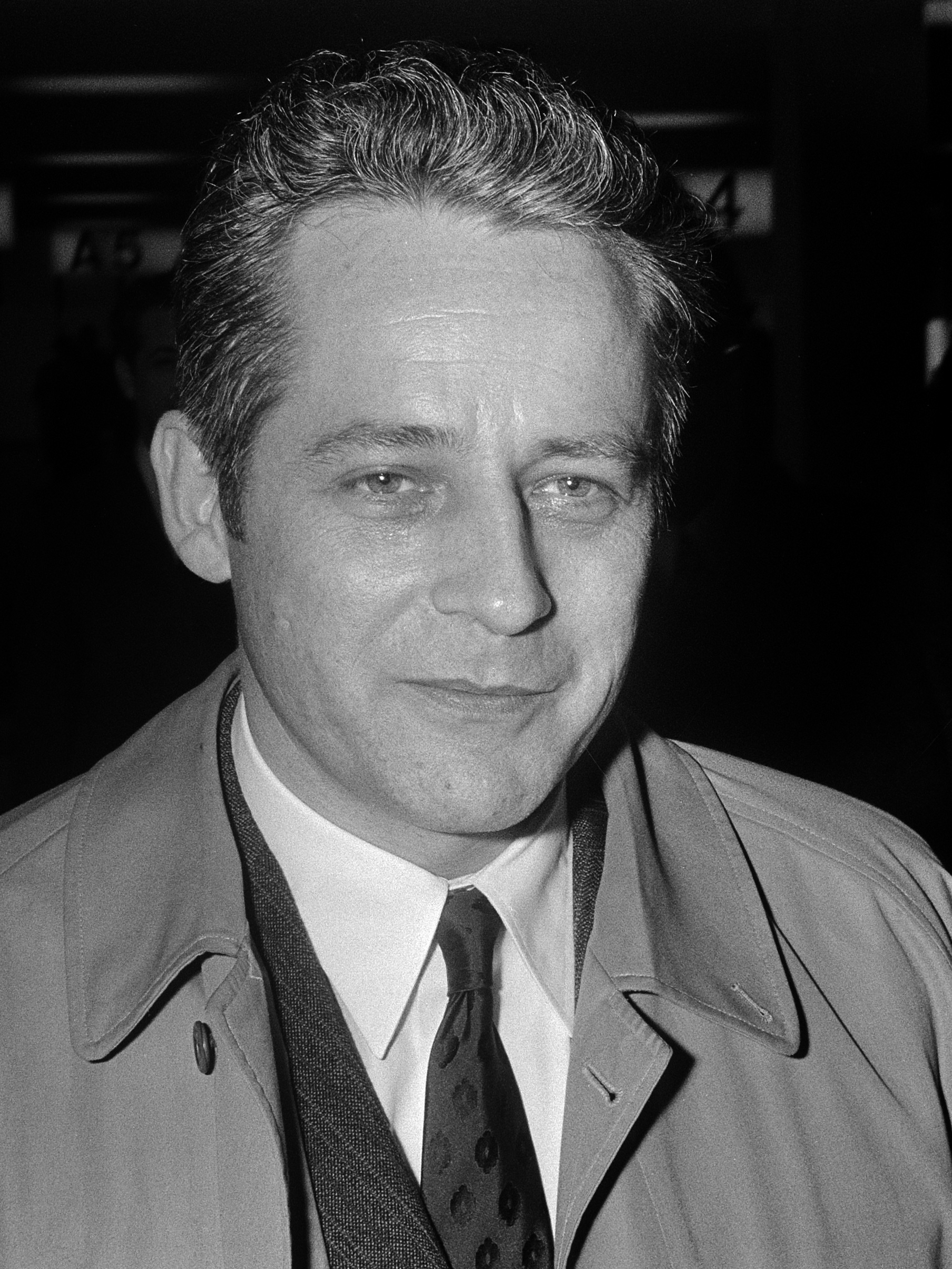
Leopold Gratz († 2006)

- 2006: Leopold Gratz, österreichischer Jurist und Politiker, Abgeordneter zum Nationalrat, Bundesminister, Nationalratspräsident
- 2006: Radhamés Reyes Alfau, dominikanischer Musiker, Komponist und Arrangeur
- 2007: Randolf Kronberg, deutscher Schauspieler und Synchronsprecher
- 2008: Jeff Healey, kanadischer Blues- und Rockgitarrist, Trompeter und Sänger
- 2009: Ernst Benda, deutscher Jurist und Politiker, MdL, MdB, Bundesminister, Präsident des Bundesverfassungsgerichts
- 2009: Otto von Helversen, deutscher Biologe und Verhaltensforscher
- 2009: Irmgard Stecher-Borbe, deutsche Malerin und Grafikerin
- 2009: João Bernardo Vieira, Präsident von Guinea-Bissau
- 2010: Paul Drayton, US-amerikanischer Leichtathlet, Olympiasieger
- 2011: Čestmír Gregor, tschechischer Komponist und Musikwissenschaftler

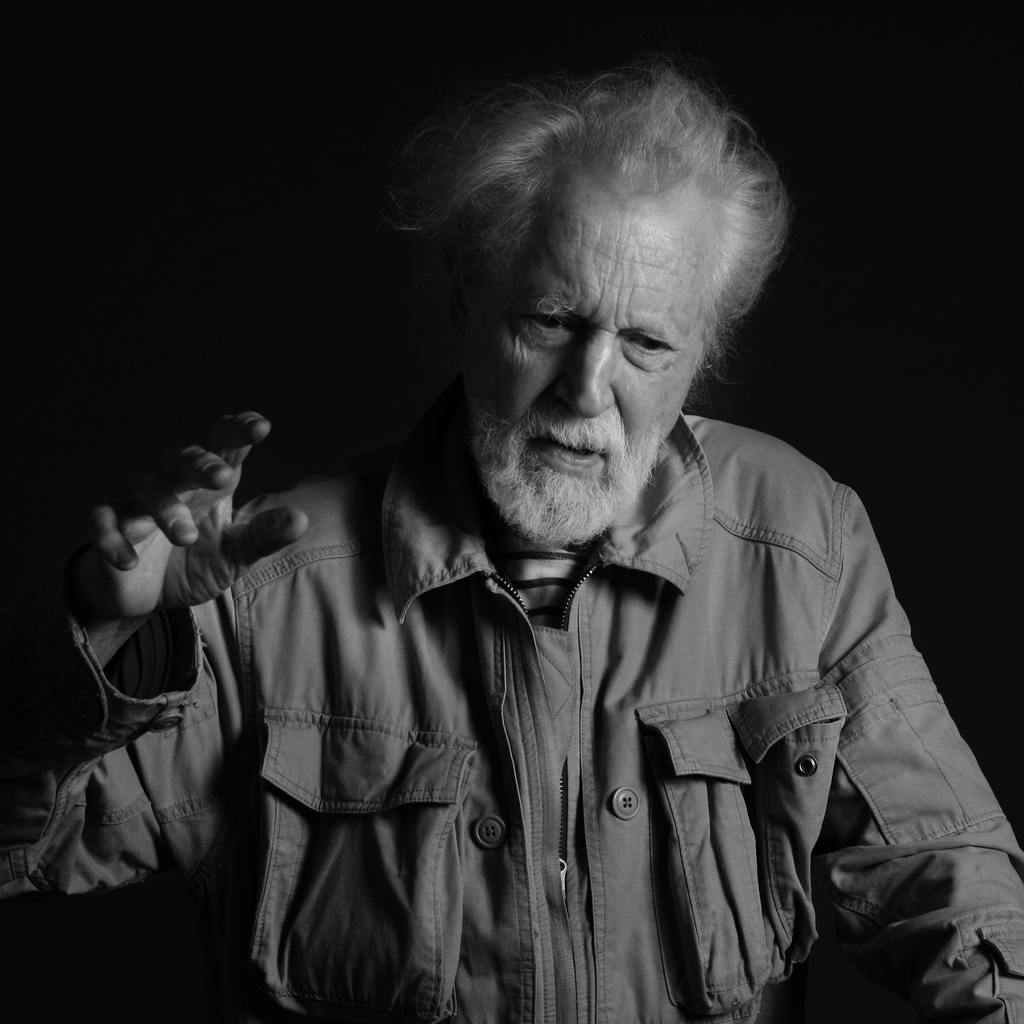
Thor Vilhjálmsson († 2011)

- 2011: Thor Vilhjálmsson, isländischer Schriftsteller
- 2012: Helge Muxoll Schrøder, dänischer Ruderer
- 2012: James Q. Wilson, US-amerikanischer Politikwissenschaftler
- 2015: Fred Düren, deutscher Schauspieler
- 2015: Dave Mackay, schottischer Fußballspieler und -trainer
- 2016: Noémia Delgado, portugiesische Filmemacherin
- 2017: Anton Krinner, deutscher Eishockeyspieler und -trainer
- 2017: Arno Waldschmidt, deutscher Zeichner und Grafiker
- 2018: Jesús López Cobos, spanischer Dirigent
- 2018: Gillo Dorfles, italienischer Maler und Kunstkritiker
- 2018: Ota Filip, tschechisch-deutscher Schriftsteller
- 2019: Arnulf Baring, deutscher Zeithistoriker und Autor
- 2019: Werner Schneyder, österreichischer Kabarettist und Autor
- 2020: Helga Oltrogge, deutsche Juristin, erste Präsidentin eines deutschen Oberlandesgerichts
- 2020: Ulay, deutscher Künstler
- 2021: Chris Barber, britischer Jazzmusiker
- 2021: Bunny Wailer, jamaikanischer Reggae-Musiker
- 2022: Leni Fischer, deutsche Pädagogin und Politikerin, MdB
- 2022: Autherine Lucy, US-amerikanische Pädagogin und Aktivistin
- 2022: Rubina Möhring, österreichische Publizistin
- 2023: Mary Bauermeister, deutsche Künstlerin und Gartengestalterin
- 2023: Wayne Shorter, US-amerikanischer Jazz-Saxophonist und -Komponist
- 2023: Jan Żurawski, polnischer Ringer
- 2024ː Marie-Luise Angerer, österreichische Medien- und Kulturwissenschaftlerin
- 2024: Søren Pape Poulsen, dänischer Politiker, Minister
- 2024: Peter Oberndorfer, österreichischer Jurist, Universitätsprofessor und Verfassungsrichter
- 2025: Edip Akbayram, türkischer Komponist und Sänger
- 2025ː Dieuwertje Blok, niederländische Moderatorin

## Feier- und Gedenktage
- Kirchliche Gedenktage:
  - John Wesley, englischer Erweckungsprediger und Stifter der Methodisten (evangelisch, der anglikanische Gedenktag ist am 24. Mai)
  - Charles Wesley, englischer Erweckungsprediger und Stifter der Methodisten (evangelisch: ELCA)

- Namenstage:
  - Agnes

Weitere Einträge enthält die Liste von Gedenk- und Aktionstagen.